# 皇家马德里足球俱乐部
皇家馬德里足球俱樂部（西班牙語：Real Madrid Club de Fútbol），簡稱皇馬，是一家位於西班牙首都馬德里的足球俱樂部，被公認為足壇最頂尖的豪門之一。
皇家馬德里成立於1902年3月6日，原名為「馬德里足球會」（Madrid Football Club）。1920年西班牙國王阿方索十三世為球隊授予皇家的稱號與徽章上的皇冠。自俱樂部創立以來，皇家馬德里一直身穿全白的球衣。球隊主場是自1947年啟用的伯納烏球場，可以容納81044人。與大多數的歐洲職業運動實體不同，皇家馬德里由十幾萬名會員擁有並經營俱樂部。
皇家馬德里是目前贏得西班牙足球甲级联赛、歐洲冠軍聯賽、歐洲超級盃及世俱杯冠軍次數最多的足球俱樂部。國內賽事方面一共奪得36次西甲冠軍、20次西班牙國王盃冠軍及13次西班牙超級盃；歐洲賽事方面共奪得15次欧冠冠軍、2次歐洲足協盃冠軍及6次歐洲超級盃冠軍；洲際賽事方面共奪得3次洲際盃足球賽冠軍及5次世俱杯冠軍。
皇家馬德里是三個從未降級的西班牙甲組聯賽創始成員之一（另外兩個為巴塞隆納及畢爾包競技）和已解散的G-14創始成員之一，1950年代曾於歐洲冠軍俱樂部盃創下五連冠的紀錄。2017年皇家馬德里成為了歐洲冠軍聯賽改制後第一個衛冕成功的足球俱樂部，於2014-2024內10年期間6奪該項殊榮，成為西班牙乃至整個歐洲最傳奇的球隊。
2000年12月21日，《國際足協雜誌》讀者選出皇家馬德里為國際足協二十世紀最佳球會。2004年5月20日，皇家馬德里獲得國際足總榮譽獎。2010年5月11日，國際足球歷史和統計聯合會給予皇家馬德里20世紀歐洲大陸最佳足球俱樂部的稱號。
皇家馬德里在2019年的估值為38億歐元（42億美元），是全球收入第二高的足球俱樂部，2019年的年收入為7.573億歐元。皇馬是世界上得到最廣泛支持的球隊之一。
皇家馬德里擁有許多長期的競爭者，最著名的是與的西班牙國家德比和與馬德里競技的馬德里德比。

## 歷史

### 早年時期（1902年–1953年）

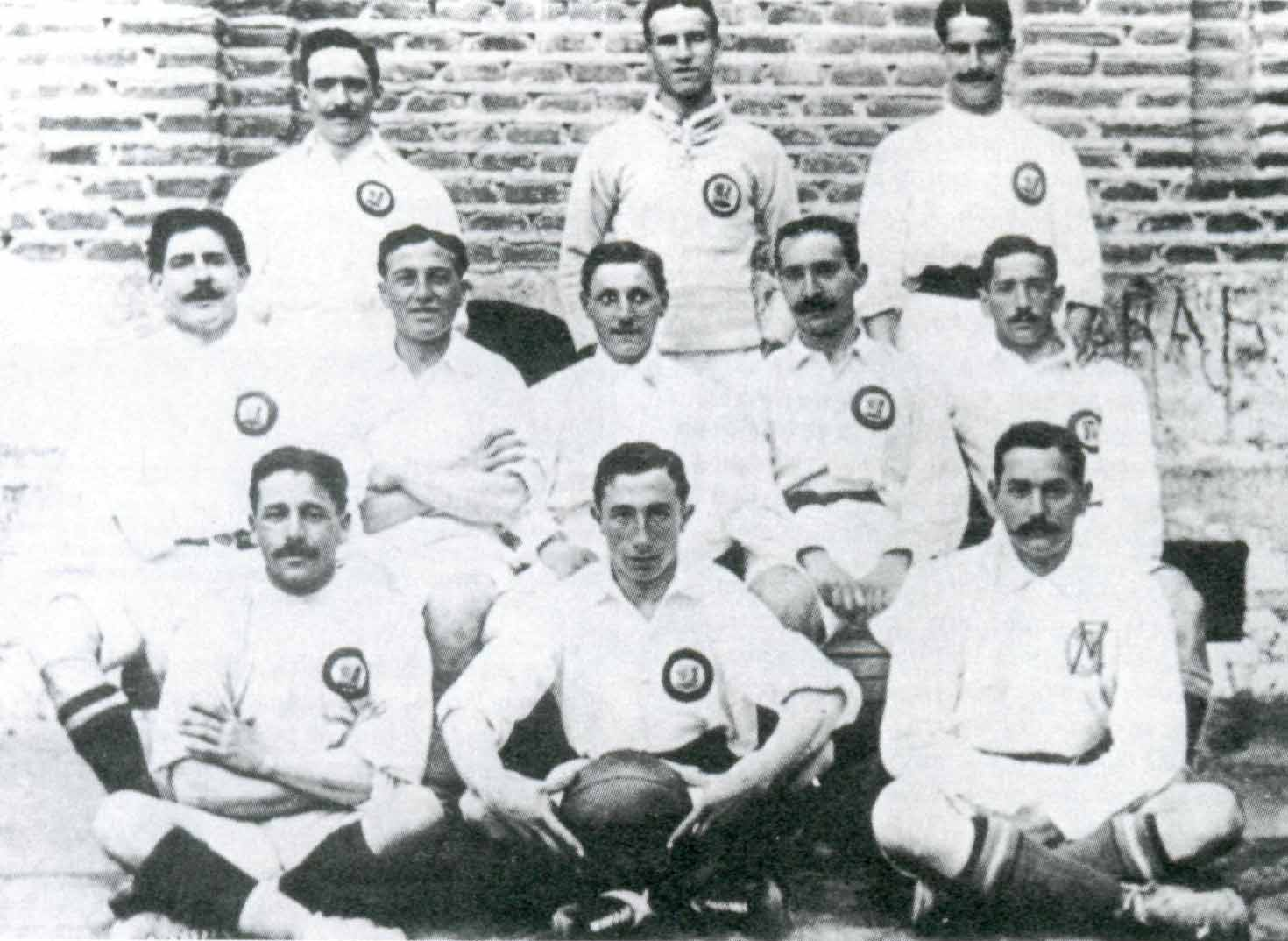
1905年的馬德里足球會

1902年3月6日，一群包括幾名來自牛津和劍橋校友在內的球迷成立「馬德里足球會」（Madrid Football Club），他們會在週日早上踢球，球衣球褲皆為白色並配上藍襪。同年參加慶祝西班牙國王阿方索十三世登基而創辦的國王盃，但不敵巴塞罗那。1904年，馬德里足球會與同市的 Moderno Amicale 及 Moncloa 合併，不久便成為西班牙勁旅之一。球會於1905年贏得國王盃，這是他們成立以來的首項冠軍。從1905年到1908年，球會連續四年奪得國王盃，成為西班牙首個可永久保存國王盃的球會。1909年1月4日，球會簽署了西班牙皇家足球協會的成立協議，並因此成爲其創始成員。1910年，球會委任英國人（Arthur Johnson）為隊史第一位領隊。兩年後的1912年，一位當時寂寂無名的青年球員加入球隊，他叫做，也就是之後帶領皇馬走上高峰的球會主席。經過長久的奮鬥，馬德里足球俱樂部於1916年重奪國王盃。1917年，西班牙國王阿方索十三世為表揚球隊佳績，將「皇家」（Real）頭銜授予馬德里足球會。1920年6月26日，「皇家馬德里足球會」成為球會的正式名稱。
1929年，在西班牙足球甲级联赛的创始赛季中，皇马最终获得亚军。1931-32赛季，俱乐部首次在联赛中夺冠，并在次年成功卫冕。
在西班牙第二共和国时期（1931年-1939年），俱乐部从队名中去除了「皇家」（Real）头衔，以「马德里足球俱乐部」名义参赛。

### 白色王朝（1953年–1960年）

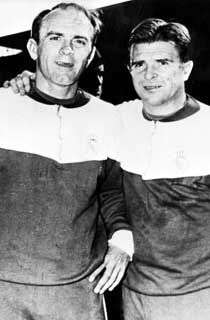
兩大球王－迪·史提芬奴(左)和普斯卡斯(右)

四十年代的皇馬未贏過聯賽冠軍，直至1943年前球員班拿貝成為新一任的主席後，展開了成為歐洲第一球會的第一步。班拿貝首先為球會買下一塊土地興建新球場——即今班拿貝球场。1945年邀請同樣是前球員昆高斯（Jacinto Quincoces）擔任領隊，第一年(1946年)他立即為皇馬取得國王盃，乃10年來首個榮譽。1947年12月14日新球場落成，球場以會長班拿貝之名命名，為聖地牙哥·班拿貝球場（Santiago Bernabéu Stadium），自此成為皇馬的主場。其後，得益於王室及政府龐大支持，於1953年12月本已與巴塞隆拿簽約參與過3場友誼賽的從哥倫比亞的勁旅百萬富翁轉會到皇馬。他加盟後，以其高超進球能力，迅速為皇馬取得21年來首座聯賽冠軍。他在聯賽共射入29球成為神射手。翌年再度蟬聯聯賽冠軍，迪史堤芬奴在該季共射進25球，此屆聯賽冠軍令他們可以參加首屆舉辦的欧洲冠军盃。
在1956年，皇馬參加首屆歐洲冠軍球會盃便殺入準決賽。當時準決賽的對手是當時擁有「瑞典三劍俠」——贡纳尔·努达尔、及的意大利豪強AC米蘭。皇馬先在首回合4比2擊潰對手，然而次回合1比2被擊倒，皇馬幾經辛苦以5比4壓倒紅黑兵團，得以晉級首屆歐冠盃決賽爭奪冠軍。最后於決賽上以4比3反勝蘭斯，從而令皇家馬德里成為第一個歐洲盟主，亦為球會展開精彩而傳奇的輝煌時刻。
皇家馬德里贏得第一屆歐冠盃冠軍後，決定把這位法國人從蘭斯帶到皇馬。第二屆歐冠盃皇馬以衛冕者身份繼續參與，該屆賽事皇馬先後擊敗維也納迅速、里爾及曼聯殺入決賽，而該屆決賽舉行球場正好是在班拿貝球場舉行，最後在超過十二萬位主場球迷的支持下，憑迪史堤芬奴及的入球，以二比零輕鬆擊敗意甲冠軍順利衛冕冠軍，數天後聯賽更以無敵的姿態四年內三度奪標，成為球會史上首個雙料冠軍，奪標功臣迪史蒂芬奴因而高票當選為歐洲足球先生。
緊接著的數年，迪史堤芬奴、雷蒙高帕及真圖一起為皇馬寫下傳奇的皇朝。1958年他們力爭第三年奪得歐冠盃，結果以六比零、八比零以及四比零先後大破安特衛普、西維爾及華沙斯晉身決賽。決賽對手是意大利的AC米蘭，比賽首先由舒亞芬奴（Juan Alberto Schiaffino）於69分鐘為AC米蘭先開紀錄，直到74分鐘迪斯蒂法诺將比數追至一比一，接著兩方球隊同樣把握機會各入一球，最終當屆攻擊力最強的兩支球隊打成二比二，比賽進入加時階段，加時上半場17分鐘，隊長真圖擺脫一眾AC米蘭後衛攻入奠定勝局的一球，使皇馬第三度成為歐洲冠軍。
數月後皇馬再有一位出色的天才球員加盟，被譽為「匈牙利球王」的球員—，他的加入令球隊如虎添翼，1959年及1960年先後擊敗蘭斯及法蘭克福，當中1960年的決賽普斯卡什的四球，迪史堤芬奴的三球令皇馬以7比3大勝法蘭克福，完成歐洲五連霸的光輝紀錄，至今仍未有球隊達到這紀錄。翌年，在首屆丰田盃中皇馬以大比數擊敗烏拉圭成為第一支世界冠軍球队。

### 聯賽王者（1960年–1980年）
此段時期歐洲賽事已不再是皇馬的舞台，皇馬重心反而轉移在本土聯賽。迪史堤芬奴退休後，普斯卡斯及真圖成為領軍人物，同時有多位具潛質的新人加入，包括哥素（Ramón Grosso）、蘇高（Ignacio Zoco）、派利（Pirri）及艾文斯奧·艾馬路（Amancio Amaro）。1961年至1968年8年間皇馬七奪聯賽冠軍，1966年再晉身歐冠盃決賽，2比1擊敗贝尔格莱德游击队第6度成為歐洲冠軍，而真圖6奪錦標成為至今為止奪得最多歐冠盃的球員。
雖然贏了歐冠盃，但踏入70年代，皇馬已無法顯出歐洲班霸本色，1969-70年球季只得聯賽第四名，為歐冠盃辦以來首次沒有皇馬份兒，最為慶幸的只是1971年首次殺入歐洲盃賽冠軍盃決賽，決賽階段與英格蘭球會一比一打成平手，但重賽卻以一比二落敗。雖然同年效力長達18年的隊長真圖宣佈退休，但皇馬在之後九年內能六次登上聯賽寶座。1977年當球會正值慶祝75週年之時，卻在聯賽意外地以第9名完成賽事，導致球會首次無法參加歐洲賽事。翌年被譽為「皇馬之父」，擔任球會會長35年的班拿貝於6月2日與世長辭，終年83歲。

### 青訓五鷹（1980年–1990年）
1982年，球隊50年代名將迪史堤芬奴重返球會擔任領隊，上任後球隊成績強差人意，唯一成就是帶領球隊晉級決賽，但決賽面對當時蘇格蘭新貴阿伯丁，賽前奪冠呼聲最高的皇馬，竟以1比2落敗，球會在難以接受賽果下將這位名將革職，由同是前球員的艾文斯圖（Amancio）接替。當時他將一位乙組聯賽神射手邀請加入球隊，即「兀鷹」，同時從青年隊中提拔了中场灵魂米歇爾、中場中柏迪沙，以及飞翼马田·華斯基斯、还有自由人，他们被称为「皇马五鷹」。
五个土生土长的马德里小伙子為皇馬重新建立歐洲強豪形象。除了布達堅奴，隊中加入的外籍新球員、曉高·山齊士，再加上舊有班底如、及，皇馬組軍已近乎完成。再次執教的（Luis Molowny）帶領被譽為「兀鷹軍團」的皇馬，先於1985年5月22日勇挫維迪奧頓歷史性首奪冠軍，足足19年後再次奪得歐洲賽事錦標，翌年他們再擊敗德國科隆成功衛冕，及後於1986年重奪闊別6年的聯賽錦標，其後更連奪4年聯賽冠軍，平了球會60年代連奪5年聯賽冠軍紀錄，1990年更創下38場射入107球的最高聯賽入球的新紀錄，而曉高·山齊士於1985年至1990年六年間五次成為聯賽神射手，共射入剛好150球。正當以為皇馬可以保持氣勢重新在歐冠盃大展拳腳，但多年缺乏參加歐冠盃的經驗，使得皇馬連續三年先後遭拜仁慕尼黑、PSV埃因霍温及AC米蘭於準決賽淘汰，其中1989年以0比5大敗給當時擁有「荷蘭三劍俠」的AC米蘭，令雄心壯志的皇馬一下子被打沉。

### 新舊交接（1990年–2000年）

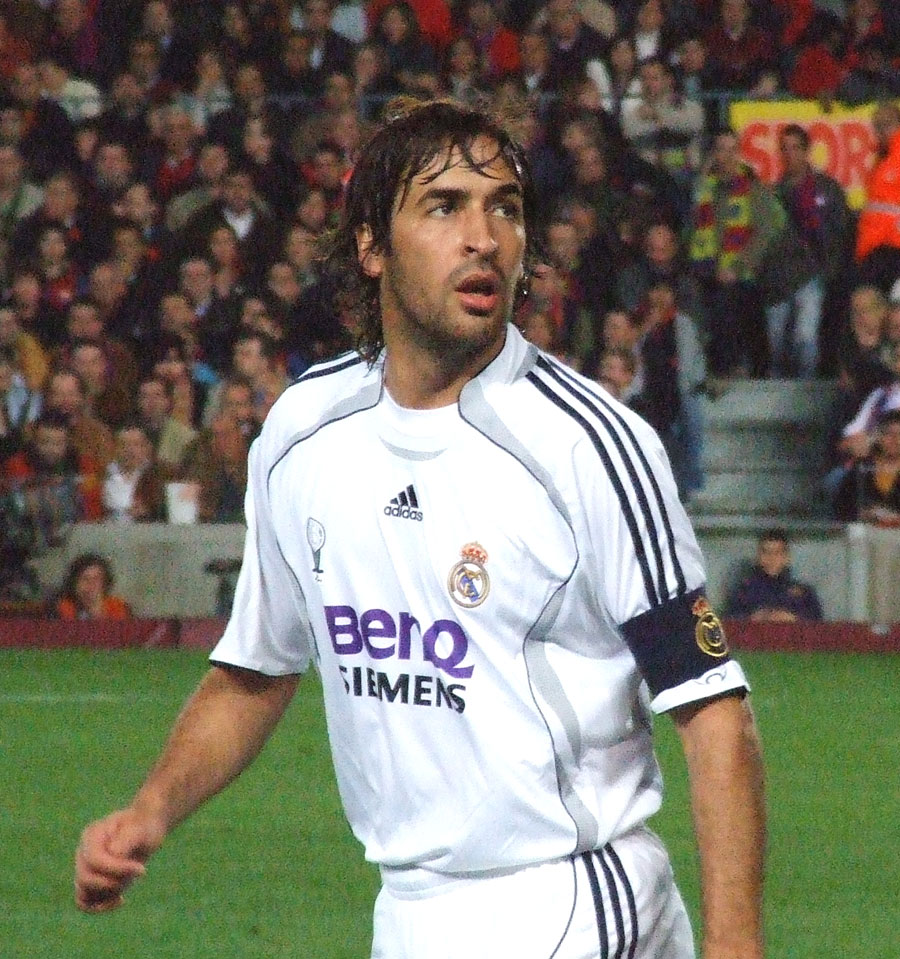
劳尔自1994年開始效力皇馬到2010年

1980年代，為球會立下汗馬功勞的一班功臣，隨著年紀紛紛退下。米高、華丹奴、甘馬曹、史泰歷克及曉高·山齊士一個一個離開，當時宿敵巴塞罗那亦強勢崛起，對方領隊協助巴塞罗那連續4年登上聯賽寶座。這時皇馬收購了多名猛將加盟球隊，包括、及。威尔士的（John Toshack），荷兰的比赫加（Leo Beenhakker），南斯拉夫的（Radomir Antic）以及迪史蒂芬奴曾在這時短期擔任領隊。1995年華丹奴成為繼迪史堤芬奴及甘馬曹後又一位前皇馬名宿重返球會執教，在他的領導下重獲該屆的聯賽冠軍，但氣勢一下子不能繼續保持，翌年只得排名第6，更令他們喪失參加歐冠盃的資格。
1996年，是皇家馬德里重要的一年，首先邀請AC米蘭冠軍級領隊加入，引入、及，當然還有由马德里體育會青年軍轉投的西班牙金童，最終雙循環均擊敗對手奪得1997年聯賽冠軍，翌年再次出席欧冠，可惜卡比路忽然返回AC米蘭，由（Jupp Heynckes）走馬上任。1998年的歐聯皇馬首次晉級歐洲聯賽冠軍盃決賽（「歐洲冠軍球會盃」於1992年改制為「歐洲聯賽冠軍盃」）。闊別32年，一眾球員希望為球隊繼1966年後可以再成為歐洲冠軍。結果皇馬在決賽下半場66分鐘由米積杜域爭議性地憑一個機會突破對手防線，在越位位置射入致勝的一球，皇馬經過一段漫長的時間，才再次登上歐洲最高寶座。
90年代末，皇家馬德里再一次成為歐洲第一球會，荷蘭人希丁克協助他們奪得第二個洲際盃後，繼承多位名將執教母會的繼1994年再回皇馬，他的加盟將處於黃金時期的皇馬推至最高峰。聯賽仍然受制於對手之下，欧冠的表現顯得精彩，在2000年分組賽階段成功壓倒前屆被對手淘汰的，其後更擊敗前屆冠亞軍曼聯及拜仁慕尼黑，決賽面對當屆聯賽成績比他們優異的華倫西亞，以3比0輕鬆大勝對手，3年內兩奪欧冠冠軍。

### 銀河艦隊（2000年–2007年）

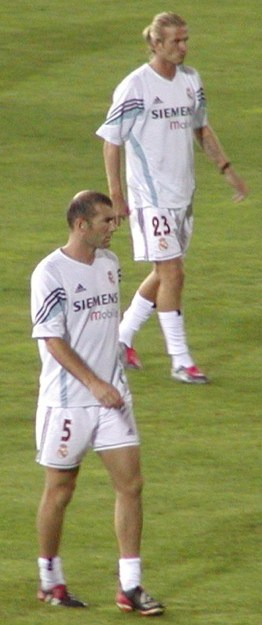
当年皇冠上的两颗夺目明珠：齐达内（左）和大卫·贝克汉姆（右）

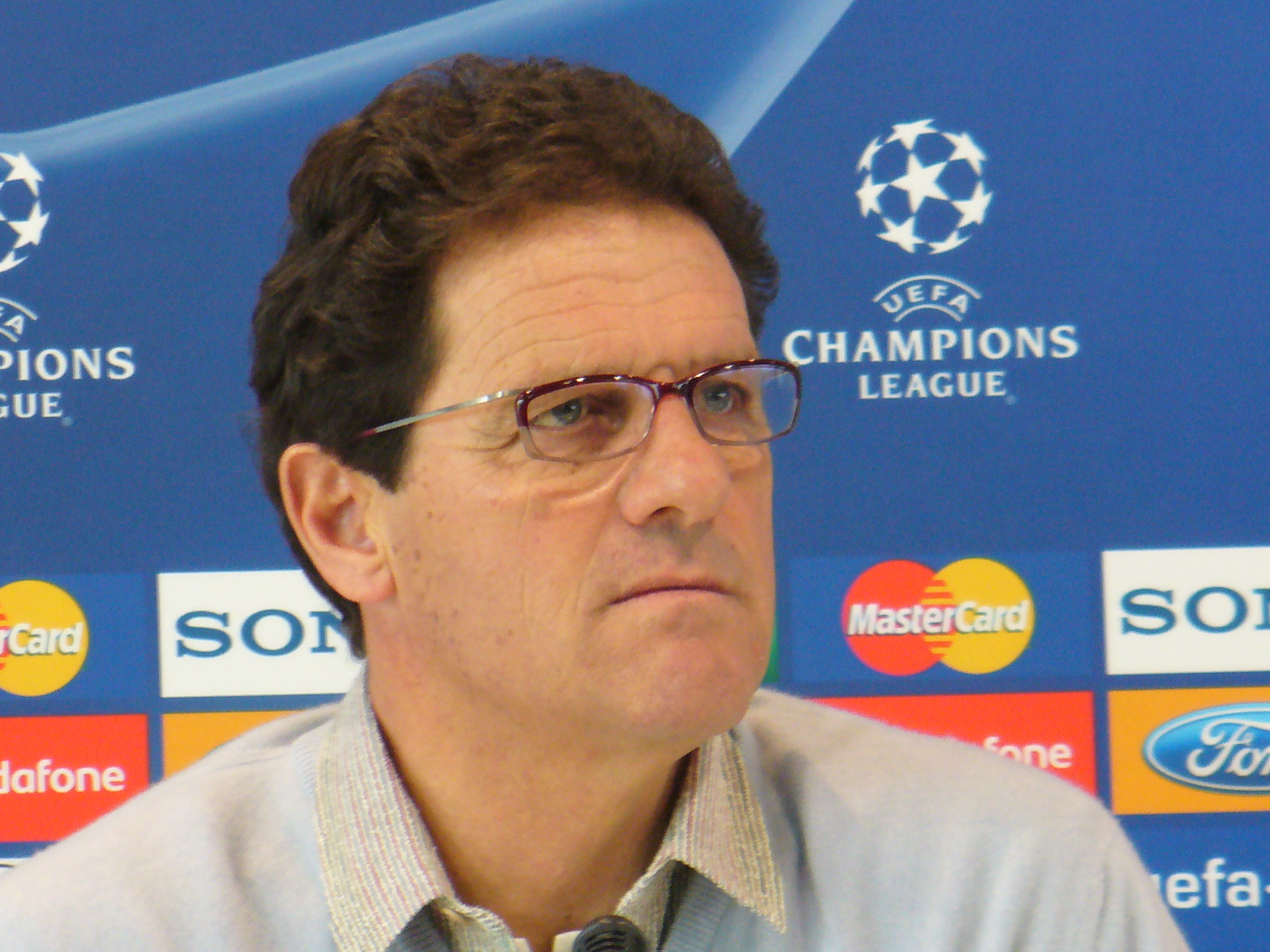
帶領皇馬兩奪西甲冠軍的法比奥·卡佩罗

2000年，承諾將巴塞隆拿的重心球員帶到馬德里的弗洛倫蒂諾·佩雷斯成功擊敗（Lorenzo Sanz）成為皇家馬德里第15任會長，並為將球會打造成「銀河艦隊」（Galáctico）展開序幕。
佩雷斯上任後，驚人地以3800萬英鎊打破當時轉會費的世界紀錄，從世仇巴塞隆拿挖角葡萄牙中場兼2001年世界足球先生得主路易斯·菲戈加盟，費高的轉會消息傳出後，巴塞隆拿球迷狠批費高加盟皇家馬德里，稱呼他為「叛徒」。在20世紀即將結束之時，國際足協特意舉行一個20世紀最佳球會的選舉，最終皇家馬德里以總票數之42％奪得第一名。
2001年，聯賽及歐聯表現失準之後，帶領法國國家隊登上高峰的席丹以6400萬美元破世界紀錄來投。雖然西班牙盃不敵拉科魯尼亞，幸好的是皇馬第三度殺入歐冠決賽，並憑以及席丹一記漂亮的天外飞仙入球，協助球會2比1擊敗來慶祝球會成立100週年。
此後皇馬繼續奉行其「一年一球星」的高價挖角球員政策，2002年由國際米蘭購入巴西前鋒羅納度。2002-2003球季，皇馬於欧冠8強迎戰曼聯，前鋒羅納度在大演帽子戲法，皇馬以總比數6比5淘汰曼聯；可惜在4強射失點球，令皇馬被淘汰。但在西甲，皇馬以兩分壓過，取得錦標。
2003年，由曼聯購入英格蘭國家隊隊長，但弗洛伦蒂诺「一年一球星」政策只重視攻擊球員，引起了領隊及一眾防守球員不滿，其後佩雷斯以戰術落伍为由而將他解雇，雇請當時的曼聯助教為領隊，及後與馬基利尼離隊，為皇馬在2002年賽季後衰落埋下了伏線。2003-2004球季，皇馬在3項賽事一直有不錯的進展：欧冠挺進8強，西甲領先群雄，西班牙盃殺入決賽；但於季末卻崩潰：在欧冠8強總比分領先下被摩納哥反勝淘汰；西班牙国王盃決賽中被薩拉戈薩擊敗；聯賽更在大好形勢下被瓦倫西亞逆轉，以第4名完成聯賽。
在2003-2004球季四大皆空的情況下，弗洛伦蒂诺解雇，改雇，同時2004年另一英格蘭球星亦由利物浦來投。至此皇馬陣中擁有至少8名世界級球星，包括、席丹、羅納度、貝克漢、等，「銀河艦隊」之名亦由此時不脛而走。但執教4場便主動辭職，并斥責隊內部分球星囂張跋扈。從此皇馬開始了頻繁換領隊的惡夢：接替的雷蒙、盧森貝高和卡路都未能使球隊重回正軌。雖然此時的皇馬陣容星光閃閃，但自2003/04球季開始，皇馬卻連續3年與獎盃無緣。
2005-2006球季，皇馬因季初失分太多，未到二月已確定聯賽無望。加上在歐聯十六強出局，故2006年2月27日就任主席長達6年的佩雷斯宣佈辭職。球員間內鬥亦從未間斷，部分球員驕橫跋扈更困擾皇馬，如前鋒羅納度曾揚言要前任教練重新执教球队才繼續留效。隊內亦有球霸出現，嚴重破壞更衣室氛圍。結果，皇馬再一次四大皆空。
2006年7月，被選為新一任球會主席，卡達朗隨即邀請意大利的重返球會出任領隊。卡比路上任後銳意進行大規模改革，整頓隊風；又大刀闊斧清洗隊中部份球員，包括狀態不斷下滑的；另一方面又買入多位高質素球員，包括意大利後衛及荷蘭射手等。卡比路棄用以往一味強調進攻的作風，更重視球隊防務。但這種注重防守的戰術並不受球迷歡迎，而球隊成績亦沒有特別進步。於是球會在一月的轉會市場再購入三名新力軍，包括巴西的以及兩名阿根廷新星和，以平衡球隊的攻守。
另一方面，遭卡比路棄用的中場球員貝克漢決定不與球會續約，並宣佈季尾後遠赴美國加盟洛杉磯銀河。卡比路起初聲稱貝克漢離隊前不會獲得上陣機會，但在聯賽最後五輪賽事中卻派遣貝克漢上陣。皇馬在這幾場關鍵賽事中取得多場勝利，加上宿敵巴塞隆拿接連失分，使皇馬後來居上。最終皇馬在最後一輪賽事以比數3:1反勝馬略卡，並以較佳對賽成績壓過巴塞，奪得闊別三季的聯賽錦標。
季後隊中兩名球星貝克漢及離開球隊，加上之前、及，銀河兵團成員只剩下及，皇馬的銀河艦隊時代至此告一段落。

### 荷蘭旋風（2007年–2009年）
皇馬於奪取2006-2007西甲聯賽冠軍後，爭議性地撤換領隊卡比路，聘請赫塔菲的領隊。皇馬亦在2007年夏天以一億二千萬歐元購買了八名新球員，當中包括三名荷蘭球員，分別是、與，刮起荷蘭鬰金香旋風。不過，皇馬並未因擁有強大陣容而即時取得優勢，反而先於西班牙超級盃不敵。但在季初對陣容作出調整後，皇馬在聯賽的表現大有改善，更在2007年12月23日，三年來首次作客擊敗巴塞隆納，在歇冬期前將榜首領先優勢擴大至7分。2008年4月21日，皇家馬德里作客以2:0擊敗被喻為當屆西甲最強黑馬的桑坦德競技，領先第二位的十分，幾乎肯定奪得西甲冠軍。5月5日，皇家馬德里在落後一球及少打一人的情況下，作客以2:1反勝，宣佈提前4輪蟬聯聯賽冠軍。5月8日，皇家馬德里在主場以4:1擊敗巴塞隆納，成功在主客兩回合都擊敗對手，成功衛冕西甲聯賽冠軍。
2008-2009賽季前，會長卡達朗豪言能把帶到皇馬，最後不但不能成事，還招來隊中不滿，出走曼城。最後只簽下，此時皇馬陣中已有五名荷蘭球員，「荷蘭幫」成為球隊骨幹。在賽季中，蘇斯達在皇馬和巴塞罗那國家打吡前一星期，自言球隊不可能戰勝死敵巴萨，此言令高層震怒，在2008年12月9日被會方解约。
在2008年12月9日接替蘇斯達擔任皇家馬德里主教練。任期直至2008-2009球季結束。他在上任後加強了球隊的體能訓練，還買了和增強球隊實力。胡安德·拉莫斯採用雙防守中場協助後防，使失球數字減少，令皇馬在聯賽連勝。可是，球隊在欧冠16強被利物浦以總比數5:0擊敗出局，在聯賽仍保持17勝1平佳績，緊追榜首。但球隊被巴塞隆拿在班拿貝球場以2:6血洗，球隊士氣低落，更先後被瓦伦西亚、塞维利亚、马洛卡和奧沙辛拿擊敗，經歷五連敗結束球季。隊中的絕對主力卡斯拿斯也承認球隊確實要進行大改革才能再次雄霸歐洲。

### 銀河艦隊2.0（2009年–2025年）

#### 佩萊格里尼年代（2009年–2010年）

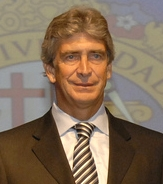
佩萊格里尼

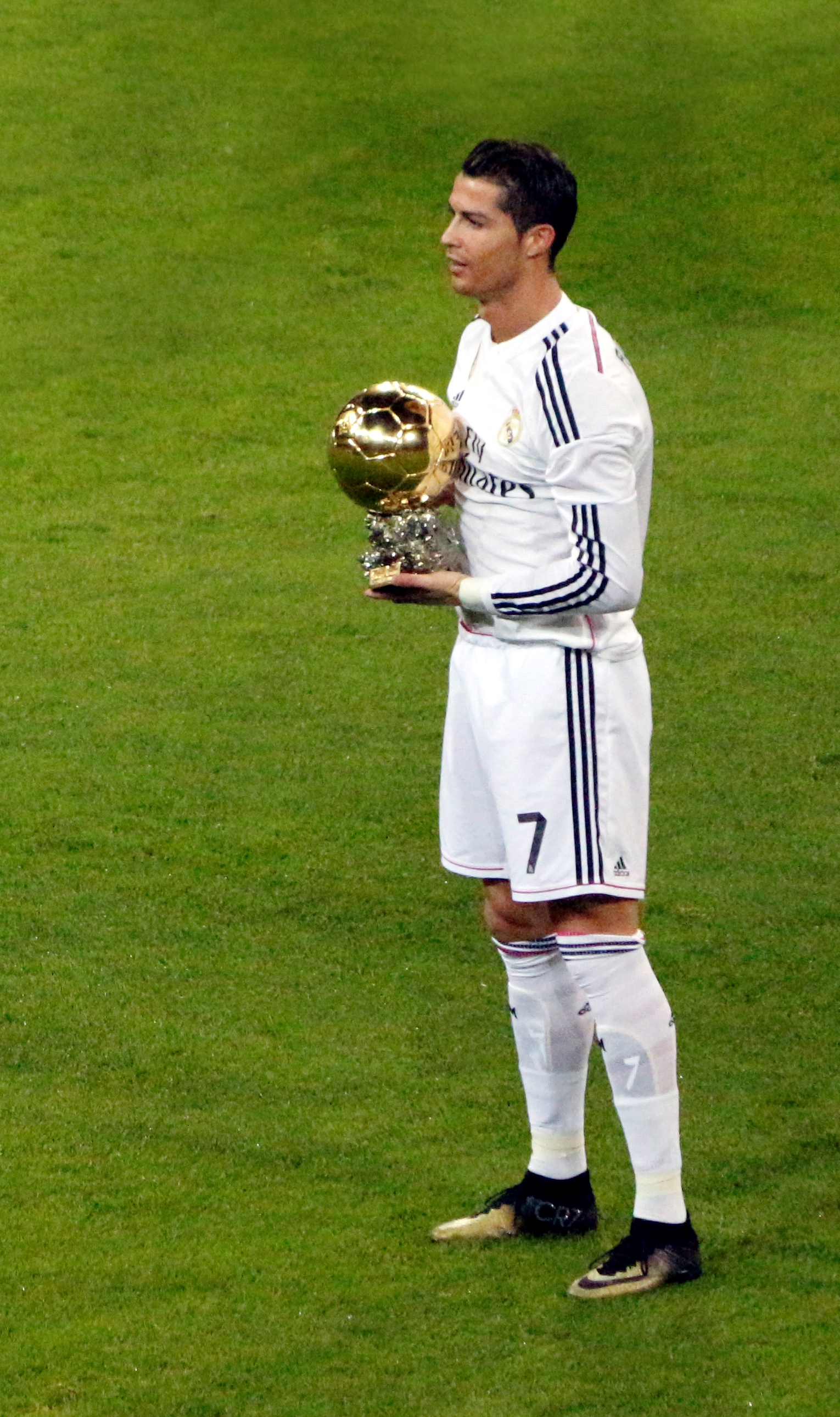
克里斯蒂亚诺·罗纳尔多

2009年6月1日，前皇馬主席佩雷斯在沒有對手下成功第二次上任，出資3億歐元去重新打造一支全新的銀河艦隊，聘用維拉利爾教練佩萊格里尼擔任球隊主帥。卡卡、和沙比·阿朗素先後來投，回收了加雷和購回自家青訓營的和阿貝羅亞，再大舉清洗「荷蘭幫」，新銀河艦隊成形。由於2009/10賽季欧冠決賽会在皇馬主場舉行，球會希望能夠以主場身份出現在2009-2010賽季欧冠決賽上。實際成效卻大相徑庭，皇馬在欧冠16強被里昂淘汰，連續6季於欧冠16強出局（并且，更讽刺的是，「荷蘭幫」更是最终率国米和拜仁在当年欧冠决赛回到伯纳乌）；在西班牙国王盃賽事中被乙二級聯賽（第三級）弱旅艾高干以4:1擊敗。聯賽方面，儘管皇家馬德里在38場的賽事中攻入102球，仍落後巴塞隆拿三分，以96分收官當屆西甲聯賽，繼前屆聯賽後再度屈居亞軍，此亦為西甲聯賽有紀錄以來最高分亞軍。雖然皇家马德里花費3億歐元購入多位高質素球員，但無法取得一項冠軍，而且未能建立穩定的戰術，主帥佩萊格里尼受到各方面的批評。

#### 摩連奴年代（2010年–2013年）

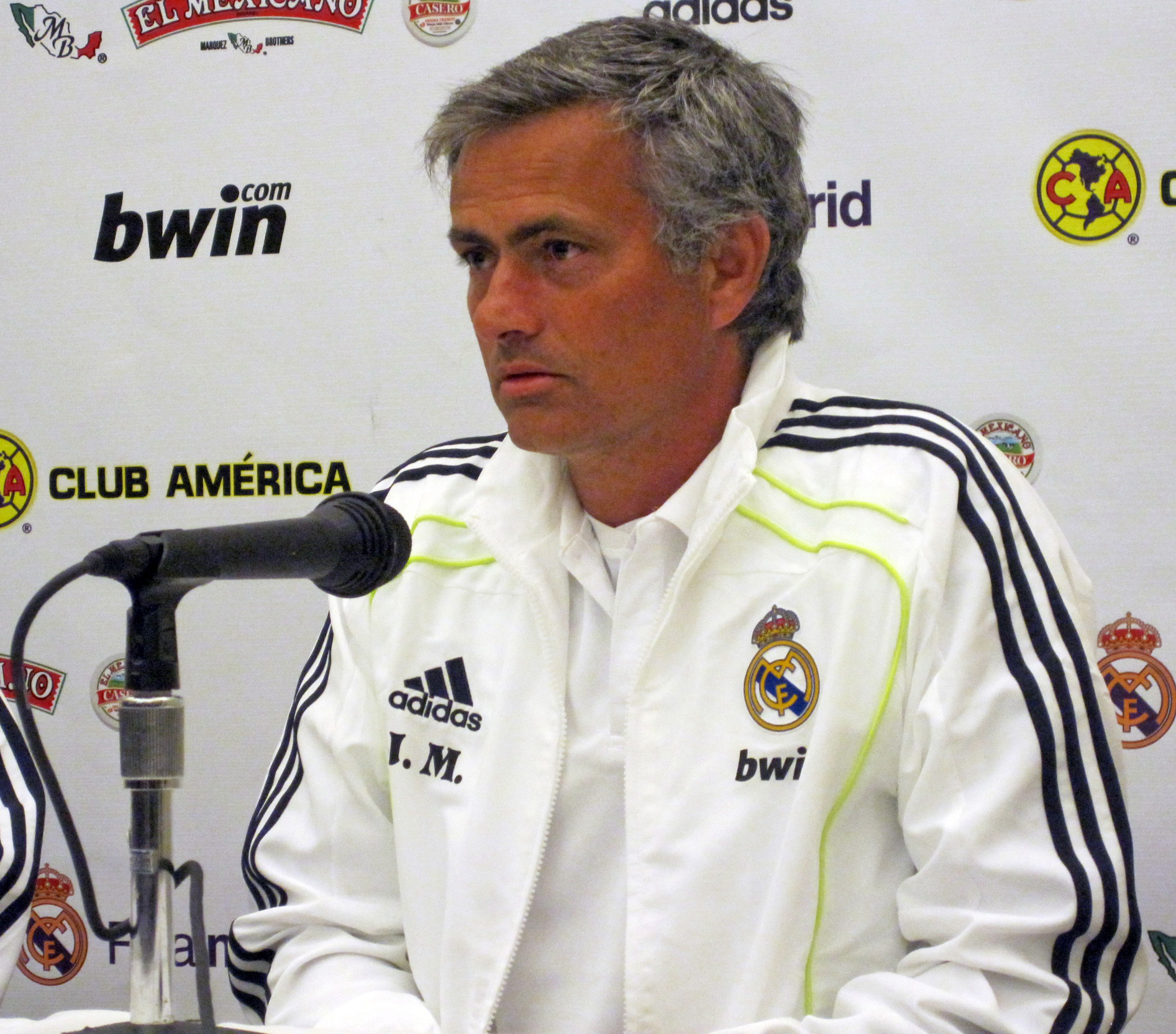
新銀河艦隊的第2位指揮官—穆里尼奥

2010年5月31日，皇馬主席佩雷斯宣佈前國際米蘭主帥正式接替佩萊格里尼出任下賽季皇馬主帥。摩連奴在2009/10賽季協助國際米蘭奪得意甲聯賽、意大利盃及歐冠冠軍，成為意大利歷史上首支「三冠王」。
2010年7月25日，召開新聞發佈會，正式宣佈離開效力了長達15年的皇馬；1日後，正式在马德里宣佈离开西班牙转投德甲。卡斯拿斯和分別在季前被任命為隊長和副隊長。球隊隨即簽下6名球員，包括：阿根廷翼鋒迪馬利亞，德國攻擊中場，德國防守中場，西班牙中場與及葡萄牙中堅。
摩連奴到任的首個賽季就與巴塞隆拿纏戰多場，除了西甲聯賽主客兩循環外，還有西班牙國王盃決賽、欧冠半決賽主客兩回合，在一個賽季內連續上演五次「國家德比」。皇馬在11月聯賽的首回合，作客以0：5慘敗，是十幾年來互相對賽的最大失利，而榜首位置也拱手相讓。摩連奴在隨後的次循環改採較注重防守的3防中戰術，成功的以1-1逼平對手，而在這場賽事中基斯坦奴·朗拿度与分別罰进了點球。緊接著的國王盃決賽中，皇馬終於以1-0击败巴萨，重奪失落18年的西班牙國王盃冠軍。該場賽事中，基斯坦奴·朗拿度於加時賽中以頭球建功，贏下加盟後首個錦標。在歐冠賽場上的對碰上，遭誤判被驅逐離場，導致在10人應戰下，0:2於主場失利；次回合作客诺坎普1:1戰平，總比分1:3，無緣決賽。儘管球隊在歐冠4強飲恨，但總算終止連續六年皆於16強止步的尷尬局面。皇馬在聯賽中以29勝5平4負拿到了92分，屈居於巴塞的96分下，苦吞西甲亞軍。
2011-2012賽季，新銀河艦隊再次衝擊巴塞夢三隊，兩隊在聯賽中各不相讓，積分拋開第三位二十多分。巴塞在首輪國家打吡作客3：1擊敗皇馬，但隨著賽季流逝，皇馬趁着死敵失誤重奪聯賽榜首，更一度擁有10分優勢，後來被縮窄至4分，聯賽爭標白熱化。2012年4月22日，皇馬作客诺坎普球場2：1力克巴塞罗那，洗刷球隊4年來在聯賽上對巴萨不曾取勝恥辱，拋離對方7分。之后的欧洲冠军联赛半决赛中互射十二碼负于拜仁慕尼黑，不过在一个星期后的5月2日，皇家马德里客场3:0击败，提前2轮夺得了阔别三年的西甲联赛冠军。皇馬於最後一場聯賽中以4:1大勝皇家馬略卡，以單季打進121個入球及100分完成該年的賽季，創下西甲單季最高積分的紀錄。
2012-2013賽季，先有與和不和，前者更被棄用，讓成為正選，然而此舉令皇馬在聯賽方面，以2-3不敵馬拉加。2013年1月7日，皇家马德里主場對陣皇家蘇斯達，列為後備，因推跌對方球員，紅牌離場，才獲得出場，幸好最後以4-3击败皇家社会。不久佩雷斯從塞維利亞收購了，以取代，這正式表示卡斯拿斯的正選機會已沒有。
在西班牙國王杯16強次回合，阿丹紅牌而停賽，因而獲得正選，在大演帽子戲法下，該場比賽以4-0大勝切爾達，總比數以5-2進級8強。
在欧冠方面，新銀河艦隊在D組以3勝2和1負次名晉身淘汰賽。在16強，他們遇上英超勁旅曼聯，皇馬在主場以1-1迫和曼聯，其後次回合曼聯本來因射入烏龍球以1-0領先，不久因被爭議性地驅逐離場，在曼聯10人應戰下，皇馬憑着的世界波和的鏟射以2-1作客反勝曼聯，總比數3-2擊敗曼聯晉級。在8強首回合，新銀河艦隊在主場3-0大勝加拉塔萨雷，但在客場以2-3落敗，最後以總數5-3晉級。在4強，新銀河艦隊遇上同組的德甲球隊多特蒙德，首回合交鋒多特在主場以4-1大勝皇馬，皇馬在次回合以2-0擊敗多特飲恨出局。這個赛季也是新銀河艦隊和連續3季歐冠四強出局。賽季未皇家馬德里宣佈在賽季結束後离职。

#### 安切洛蒂一期（2013年–2015年）

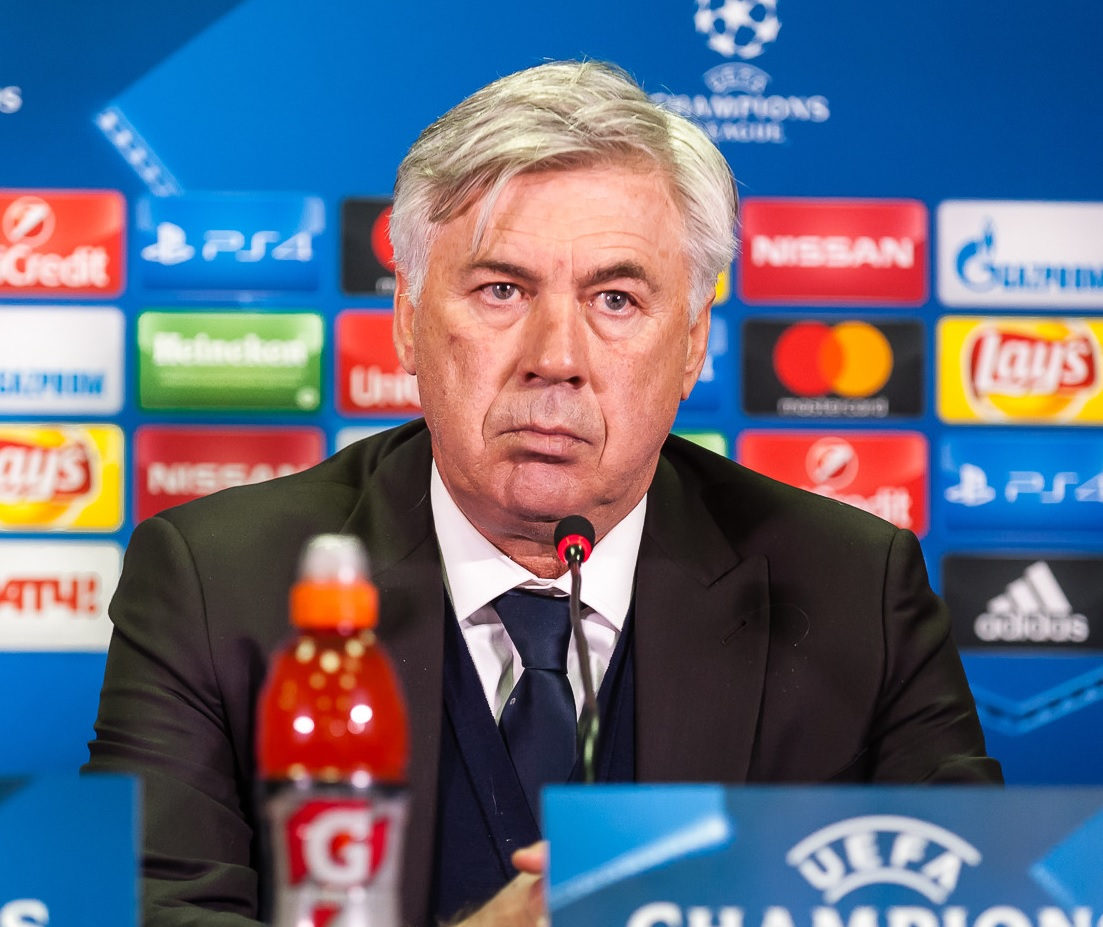
新銀河艦隊的第3位指揮官—卡洛·安切洛蒂

2013年6月25日，皇家馬德里官方宣佈正式成為球會新的領隊，雙方簽約三年。安察洛堤在他的第一次新聞發布會宣佈施丹將加入他的教練團隊，並成為皇家馬德里的助教之一
。
2013-2014年賽季
2013-2014賽季，在夏季轉會窗期間，皇家馬德里分別從馬拉加和皇家蘇斯達簽入
和，並將青訓出產的和提拔到一隊，而另一位青訓產物在勒沃库森度過一個球季後也回歸班拿貝。經過整整一個夏天的周旋後，在2013年9月1日（夏季轉會窗最後一天）轉投皇家馬德里
。
安察洛堤放棄前任領隊的4-2-3-1陣式，並改由4-3-3陣式為首選，前線三叉戟以俗稱「BBC」的、及為首選，直至2014年4月18日新銀河艦隊於48場正式比賽已經攻入141球，其中88球由三叉戟攻入。至於中場改動，在防守中場重傷後，皇馬的中場防守人員被削減，但安察洛堤看中了迪馬利亞在球場的跑動性，將他由翼鋒改造為纯中場。此外安察洛堤對的指導，讓這位克羅地亞中場配合沙比·阿朗素的三中場體系有效協助球隊進攻，更可以令中場防守更穩固。
在西甲聯賽，防線不穩令皇家馬德里的失球數目上升，首13場聯賽賽事已失17球及只錄得2次零封對手。賽季中段，皇馬漸漸踢出穩固的戰術，令皇馬一度佔據積分榜第一位，不過後勁不繼，在關鍵的兩輪失掉4分，失去聯賽奪標機會，皇馬與死敵巴塞羅那鬥至最後一輪兩隊同得87分，落後當屆冠軍3分，而皇馬因對賽成積較巴塞羅那差，因此最終以第三名結束西甲賽季。
至於西班牙盃，皇馬以不失一球的姿態晉級決賽對死敵巴塞羅那，迪馬利亞在11分鐘先開紀錄，但巴塞在68分鐘由後衛扳平，取代受傷的C朗拿度出任正選左翼的加雷斯·贝尔在85分鐘接應科恩特朗的傳送，左路力壓長驅直進至禁區打入反超比數的一球，協助球隊以2-1擊敗巴塞隆拿奪冠。
在欧冠方面，安察洛堤下的新銀河艦隊在B組以5勝1和的不敗戰績首名晉身淘汰賽。在16強，新銀河艦隊遇上來自德甲的球隊，首回合交鋒皇馬作客以6-1大勝史浩克04，次回合亦以3-1擊敗史浩克04，最後以總比數9-2晉級。在8強，皇馬面對上季淘汰自己出局的多特蒙德，首回合交鋒皇馬主場在多特蒙德的多名傷兵缺賽及停賽的情況下以3-0擊敗多特蒙德，作客德國以2-0落敗。在4強，皇馬面對2011/2012賽季淘汰自己出局的拜仁慕尼黑，首回合交鋒皇馬主場利用高效的防守反擊戰術以1-0小勝拜仁，次回合作客安聯球場則憑及的分别梅開二度以4-0大破對手，創欧冠作客衛冕冠軍的最大分差，兩回合計以5-0晉級，是繼2002年後首次晉身決賽，對手則為同市宿敵馬德里體育會。而是次決賽為欧冠歷史上首次上演同市打吡。
在里斯本盧斯球場舉行的欧冠決賽，皇馬在上半場36分鐘因門將一次出迎失誤被對方守衛頭槌頂入落後0-1，此後雙方一直未能再取得入球。直至下半場在5分鐘傷停補時的第3分鐘，由戲劇性地在十二碼點搖頭頂入遠柱扳平比分並將比賽拖入加時，此也為有名的92:48入球，這個關鍵的入球亦激勵了全隊的士氣。馬德里體育會在加時賽體力嚴重下降，在加時下半場5分鐘憑頭槌頂入反超2-1。及後於加時下半場13分鐘再度失守，被射成3-1。加上皇馬憑對方隊長加比在禁區侵犯獲得十二碼，並由後者親自操刀射成4-1並以此比分結束整場比賽。此次奪冠的皇家馬德里破了多項紀錄，包括歷史性奪得第10座欧冠獎盃，以破紀錄17球成為神射手，主帥繼1981年的時任利物浦領隊佩斯利後成為第二位在教練生涯三度奪得歐冠盃的領隊。
此外，皇家馬德里於歐洲足協積分排名（UEFA Coefficient）的最新的一期球會積分排名（Club coefficients）中以159.456分排名第一
，也是時隔9年重奪歐洲足協球會排名榜首。
2014–2015年賽季

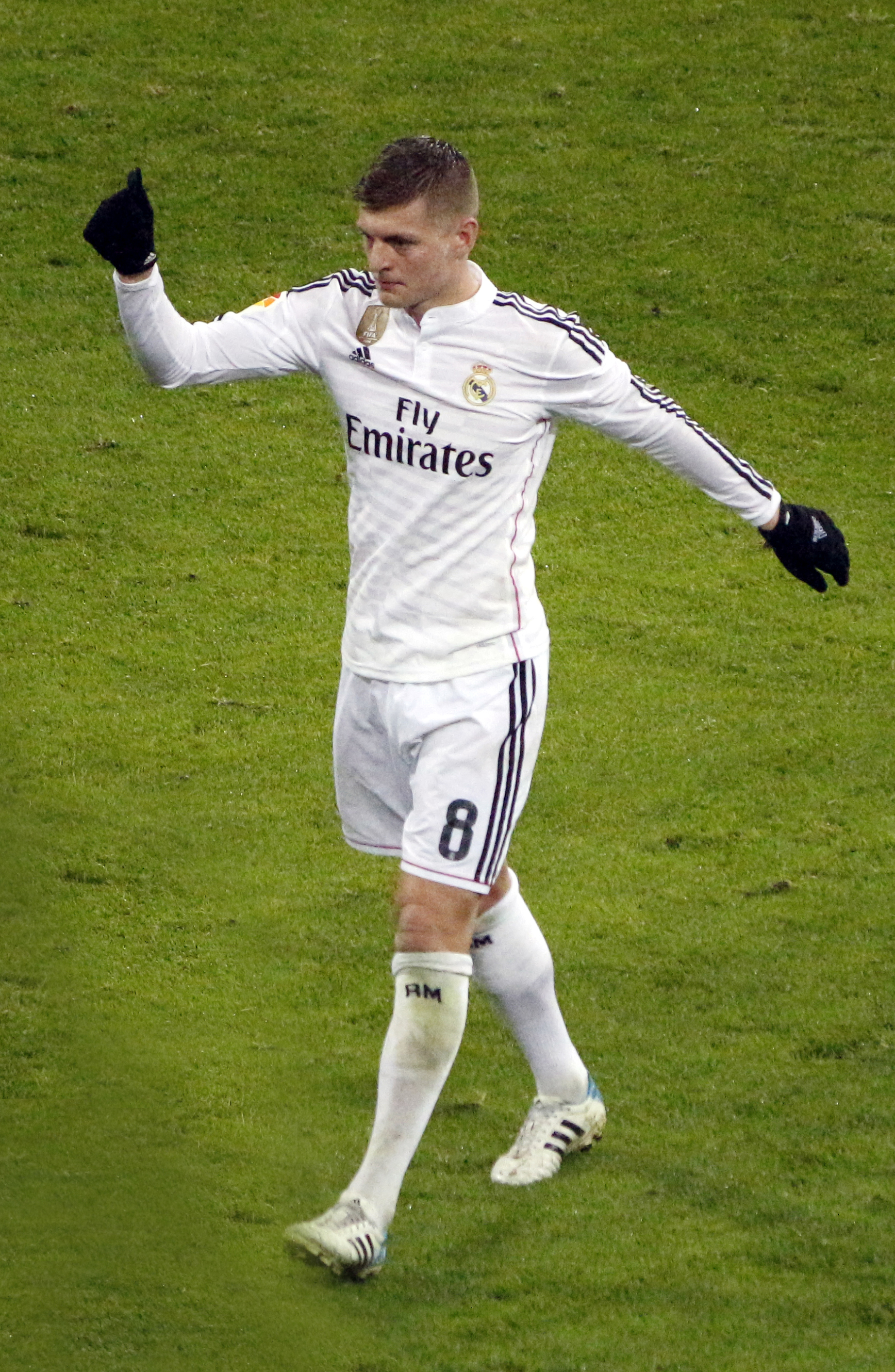
托尼·克罗斯

2014-2015賽季的夏季轉會窗正值2014年巴西世界盃，多名球員因表現出色，引起各大歐洲豪門注意及垂青。皇家馬德里亦簽入3名球員，分別是協助德國奪得大力神盃的拜仁球員
，取得金靴獎的哈梅斯·羅德里奎茲
以及哥斯达黎加門將基羅·拿華斯
。而在冬季轉會窗，皇馬簽下巴西球員盧卡斯·施華
以及挪威超新星厄德高。
安察洛堤今季繼續以4-3-3陣式為首選，前線三叉戟承接上季入球強勢成為歐洲七大聯賽中攻入最多球的球會。中場方面，迪馬利亞以及沙比·阿朗素的離去。安察洛堤以新三中場组合，以及哈梅斯·羅德里奎茲配合前線三叉戟。但與上季季初相同，防線不穩的情況再次出現在皇馬的陣式中。不過隨著中場的磨合及C罗入球不斷，皇馬在聯賽兩連敗後一度在各項正式賽事中二十二連勝造出創西班牙紀錄
。
2014年8月13日，在卡迪夫城卡迪夫城運動場舉行的歐洲超級盃，憑梅開二度，2-0擊敗歐霸盃冠军西維爾，協助皇馬捧走歐洲超級盃，贏得他們2014/15賽季首項錦標，亦是球會歷史第二次贏得歐洲超級盃
。2014年8月19日與22日，在西班牙超級杯中，主場1比1戰平馬德里體育會，客場以0比1戰敗，失落超級杯。但成功奪得世俱杯以及歐洲超級杯，總結2014年成功奪得4個冠軍，是球會歷史最成功的一年
。但在歇冬後的皇馬2015年整體表現回落，球會先後在聯賽兩連敗，亦在西班牙國王盃的16強回合戰敗給馬體會，爭取衛冕失敗。5月14日，欧冠準決賽次回合在班拿貝球場上演，由皇馬主場迎戰祖雲達斯。經過90分鐘激戰，祖雲達斯最終兩回合計以3-2的總分晉級淘汰皇馬。5月26日，安切洛蒂被解雇。

#### 席丹年代（2016年–2018年）

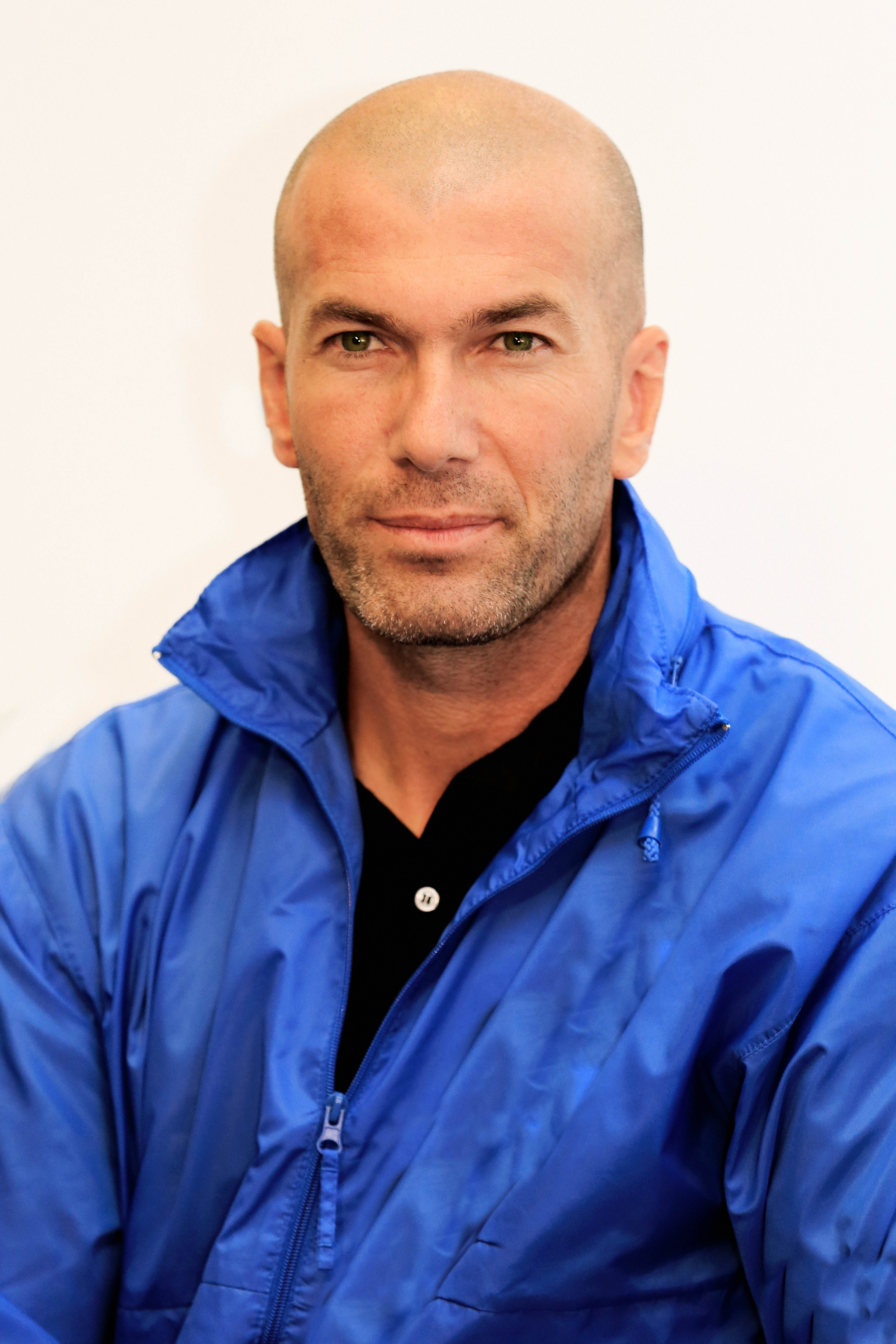
新銀河艦隊的第5位指揮官—齐达内

##### 2015–2016年賽季
2015年6月3日，皇家馬德里官方宣佈賓尼迪斯正式成為球會新的領隊，雙方簽約三年。
2015年7月12日，皇家馬德里官方宣佈效力十六年的隊長卡斯拿斯轉會葡超球會波尔图，這意味第一期銀河艦隊的成員全部都已經離開皇馬。
、分別在季前被任命為球隊的隊長、副隊長、第三隊長、第四隊長。
2016年1月4日，賓尼迪斯因與球員不合、不受球迷歡迎和未能取得好成續受到解僱，皇家馬德里主席佩雷斯提升皇家馬德里青年队兼名宿領隊施丹為一线队領隊。
施丹在本季以4-3-3為首選陣容，前線三叉戟以俗稱「BBC」的基斯坦奴·朗拿度、加雷斯·贝尔及賓施馬為首選，中場主用莫德里奇和克罗斯，提拔新星卡塞米罗，後防以丹尼爾·卡瓦哈尔、佩佩、塞尔吉奥·拉莫斯和马塞洛·维埃拉等舊主將為後防基石，門將續用表現出色的哥斯达黎加門將基羅·拿華斯。
在本賽季西甲聯賽前期曾一度落後榜首十多分，於2016年3月開始，施丹帶領球隊走出困局，在聯賽最後12輪取得12連勝，將積分追至90分，距離榜首巴塞隆拿僅少1分，遺憾排名聯賽第二，无缘奪冠。
在欧冠方面，皇家馬德里在小組賽中以A組頭名成績出線。16強賽，以總比數4–0擊敗羅馬；8強賽，在首回合作客0–2输球的情況下，次回合在主場以3–0擊敗沃尔夫斯堡，以總比數3–2晉級；4強賽，憑對方於次回合的烏龍球以總比數1–0淘汰曼城晉級決賽。

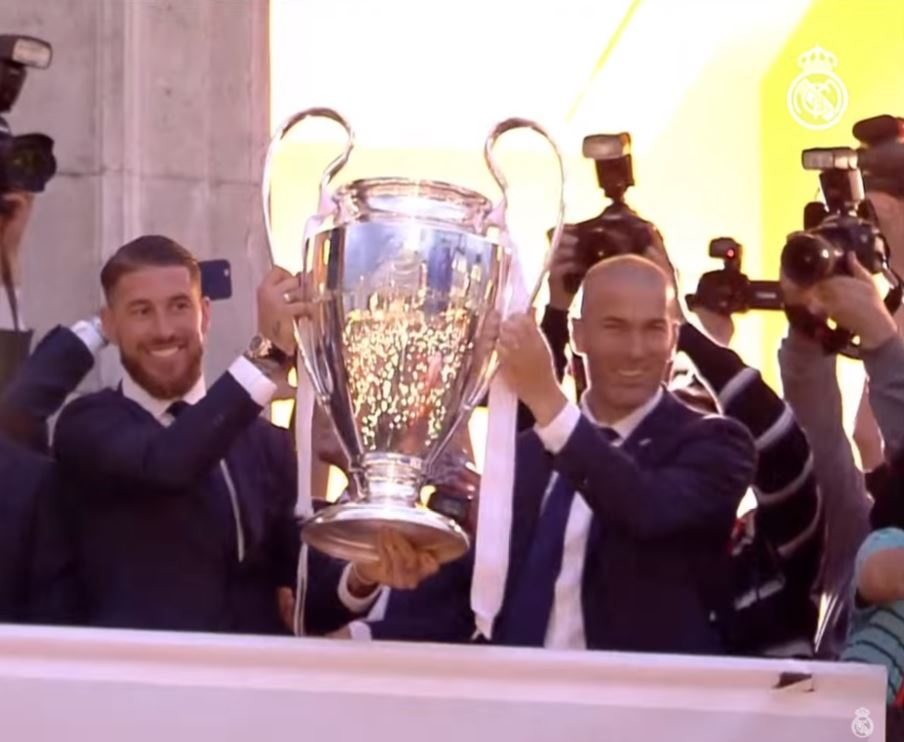
施丹和拉莫斯捧起皇馬隊史第十一座歐冠

2016年5月28日，皇家馬德里與同城對手馬德里體育會在意大利米蘭聖西路球場舉辦的2016年歐洲冠軍聯賽決賽中相遇。皇馬先憑在15分鐘的爭議入球領先，隨後馬德里體育會憑卡拉斯科在80分鐘的入球將比分扳平。隨後的正賽及加時賽中雙方再無入球，比賽進入互射十二碼。頭三輪雙方球員皆命中，第四輪馬體會的射失，先射的皇馬在第五輪由C羅罰中十二碼，最終以1–1（互射十二碼5–3）繼2014年後再度於欧冠決賽擊敗馬德里體育會奪得歐洲聯賽冠軍盃冠軍。這也是皇家馬德里第十一次奪得該項賽事冠軍。施丹成為足球歷史上第7位以球員及教練身份都奪得歐洲聯賽冠軍盃冠军的运动员。C羅則以16球成為本屆歐洲聯賽冠軍盃的神射手。

###### 2016–2017年賽季
在夏季轉會窗期間，皇家馬德里並沒有像以往轉會窗作大手筆收購，只從以3,000萬歐元回購青訓前鋒和回收上季被外借的阿森西奥和。由於部份主力球員因參加歐洲國家杯未能及時歸隊和傷患問題，教練施丹於季前熱身賽起用大量青訓球員出戰，並以3勝1負完成季前熱身賽。
在2016年8月9日舉行的歐洲超級盃上，皇馬以半主力陣容出戰，憑卡瓦哈尔在加時賽119分鐘的絶殺，最終以3–2擊敗塞維利亞，於3年内第2次奪冠。
施丹於西甲聯賽開始前提拔皇馬二隊小將進入一隊，帯領球隊在缺少C羅和基羅·拿華斯的情況下於聯賽首輪以3–0作客擊敗皇家蘇斯達。
11月20日，西甲第十二輪，在比森特·卡爾德隆球場拆除前舉行的最後一場馬德里德比中，皇馬憑C羅的帽子戲法3–0大勝馬德里體育會，C羅也因此在這場比賽中超越了皇馬傳奇巨星迪斯蒂法諾成為馬德里德比史上的射手王。
12月3日，西甲第十四輪迎來國家打吡，皇馬作客魯營球場，第53分鐘由巴薩前鋒蘇亞雷斯首開紀錄，皇馬隊長拉莫斯在比賽的最後時刻進球驚險扳平，最終皇馬與巴塞隆納賽和1–1。
2016年12月11日，皇家馬德里在主場憑藉隊長拉莫斯的頭球3–2絕殺拉科魯尼亞，讓俱樂部在新賽季的西甲賽事保持不敗，並且在2016年的聯賽僅僅輸掉1場比賽。
2016年12月中旬，皇馬參加2016年國際足總俱樂部世界盃，於半決賽以2–0擊敗墨西哥美洲，隨後於決賽中與來自J聯賽的鹿島鹿角打進加時賽，最終以4–2擊敗對手，拿下隊史第二座世俱杯冠軍，C羅上演帽子戲法。皇家馬德里在2016年只輸掉了兩場正式比賽。
2017年1月5日，皇家馬德里在西班牙國王杯十六強的第一場較量中在主場3–0大勝塞維利亞。1月7日，新年的第一場聯賽中主場5–0大勝格拉納達，之後又在國王杯十六強的次回合客場3–3逼平塞維利亞，實現40場正式比賽不敗，打破2014-15賽季巴塞隆納的39場不敗記錄，寫下西班牙足球史上最長的正式比賽不敗紀錄。不過在3天後的1月16日，在聯賽客場再次對陣塞維利亞的比賽中，皇馬卻在1球領先的情況下由隊長拉莫斯打進烏龍球，並在傷停補時的時候被塞維利亞由約維蒂奇打進絕殺球，最終以1–2輸掉了比賽，40場不敗就此終結。
1月19日，皇馬在國王杯8強賽的第一回合在主場1–2不敵維戈塞爾塔，球隊在各項賽事2連敗，球隊的聲勢受到了一定程度的打擊，一周後的1月26日，皇馬在國王杯8強賽第二回合中在客場2比2戰平塞爾塔，最終球隊以3–4的總比分被淘汰，無緣4強。
國王杯出局後，皇馬在後續的聯賽中僅輸兩場，分別是1–2負於瓦倫西亞以及國家德比中2–3負於爭冠對手巴塞隆納。5月22日，西甲聯賽最後一輪，皇馬在客場2比0擊敗馬拉加後，以29勝6平3負積93分力壓巴塞隆納時隔五年重奪西甲冠軍。
在歐洲賽場上，皇家馬德里在欧冠分組賽F組以3勝3和戰績次名晉身淘汰賽。淘汰賽階段，皇馬16強對陣意甲球隊那不勒斯兩回合均以3–1獲勝，兩回合合計6–2晉級8強。8強面對德甲班霸拜仁慕尼黑，首回合雖然拜仁慕尼黑獲得點球卻罰失，皇家馬德里憑C朗拿度梅開二度，以2–1取勝。次回合常規時間內踢成1–2，比賽進入加時，最終皇馬在加時中連進兩球，以4–2逆轉取勝，總比數6–3晉級4強。4強皇馬對陣同市宿敵馬德里體育會，首回合主場憑C朗拿度的帽子戲法以3–0擊敗對手，次回合雖以1–2告負，但仍以總比數4–2晉級決賽。2017年6月3日，在威爾斯千禧球場舉辦的2017年歐洲冠軍聯賽決賽中，皇馬以4-1擊敗祖雲達斯，成為歐冠自改革以來首支成功衛冕的球隊。

###### 2017–2018年賽季
休賽期，皇馬以2400萬歐元簽下馬德里體育會的來代替外借的，收回外借狼堡的；收回外借法蘭克福的來代替離開的；將哈梅斯·羅德里奎茲租借到拜仁慕尼黑。
西班牙國王盃賽場，皇馬於半準決賽次回合中，主場1–2不敵萊加內斯，兩回合總比數2–2遭萊加內斯憑藉客場進球優勢淘汰。
西甲賽場，皇家馬德里最終得76分，在聯賽中以第3名結束賽季。
歐洲冠軍聯賽中，C羅率領的皇家馬德里以四勝一平一負的戰績，以小組第二的排名從H組出線。八分之一決賽，遭遇本球季法甲冠軍巴黎圣日耳曼。C羅首回合梅開二度，次回合再建功，3球助皇家馬德里以總比數5–2淘汰強敵晉身。半準決賽，皇馬再遇尤文圖斯，最終仅憑藉C羅首回合兩球及次回合最後時刻的点球絕殺，總比數4-3驚險進軍準決賽。準決賽，皇馬再遇拜仁慕尼黑，以總比數4–3晉身。皇家馬德里成為歐冠改制後首支連續三年晉身決賽的球隊。
5月26號，與利物浦在烏克蘭基輔奧林匹克國家綜合體育場進行歐冠決賽。上半場兩隊互無記錄，但拉莫斯一次犯規令利物浦前鋒受傷換下，随后皇马右后卫也因伤退场。下半場，利物浦門將一次低級犯錯讓抓住機會進球，皇馬在第51分鐘以1–0獲得領先。但僅4分鐘後，利物浦球員就將比數追成1–1，此後雙方一直僵持直到皇馬換上。64分鐘，皇馬一次進攻，貝爾接應馬些路傳球，以倒掛金勾的世界波進球再次為皇馬贏得2–1領先。83分鐘，贝尔一次冷箭射門，利物浦門將洛里斯·卡里烏斯再次犯下致命錯誤，拍到皮球但甩手彈入球门，皇馬領先3–1直到完場，完成了欧冠改制以来史无前例的三连冠，贝尔亦成為當場的最佳球員。C罗以15粒进球连续六个赛季蝉联欧冠金靴。
5月31日，施丹突然召開記者會，會上宣布離任球隊主帥一職。

##### 2018–2019年賽季
皇家馬德里6月12日晚挖角此前才剛剛續約的西班牙主帥洛佩特吉，在世盃後接手銀河艦隊，但西班牙足總主席魯維亞萊斯一直被蒙在鼓裡，一日後將盧柏迪古解僱。
7月10日，皇家馬德里與祖雲達斯達成協議，宣布基斯坦奴·朗拿度以1亿欧元转会意甲豪门。
盧柏迪古領軍首仗，8月16日歐洲超級盃，以2:4敗予馬德里體育會，失落錦標。
皇家馬德里於9月27日作客慘敗西維爾3:0後連續經歷5場不勝之餘，更以481分鐘創下球會史上最長不入球紀錄，舊紀錄為1984/85球季，當時球隊連續5場沒有入球，於第6場才破關，累積了464分鐘沒有入球。
雖然球隊於10月24日主場以2:1小勝捷克球隊比爾森勝利，但於10月28日, 皇家馬德里作客於魯營球場與巴塞隆拿的西班牙打吡，以1:5恥辱性大敗後，翌日官方即正式宣佈辭退教練盧柏迪古，球隊暫時由B隊教練帶領，在連勝四場的情況下，於11月12日坐正。
皇家馬德里在十六強次回合主場1-4慘敗于阿賈克斯，總比分3-5遭到淘汰。。
3月11日，官方即正式宣佈施丹回歸球隊重新擔任球隊領隊一職。

##### 2019–2020年賽季
2019年6月7日，皇家馬德里宣布自切爾西簽下阿札爾，轉會費為浮動轉會費，約為1.15億至1.6億歐元。
2020年1月13日，皇家馬德里在於沙特阿拉伯舉行的西班牙超級盃上，在點球大戰中以4：1擊敗同市宿敵馬德里體育會，奪得球隊第十一座西班牙超級盃，亦是領隊施丹執教皇馬以來第十項主要錦標。其後球季因為COVID-19影響暫停逾兩個月，復季後銀河鑑隊豪取聯賽十連勝。
同年7月16日，皇馬主場2:1擊敗維拉利爾，由於宿敵巴塞羅那同日不敵奧沙辛拿，因此皇馬提前一輪奪得該季西甲冠軍，為後C朗時代首座聯賽錦標。

##### 2020–2021年賽季
2020年12月13日，皇馬主場2-0擊敗馬體會，終結馬體會在西甲跨賽季連續26輪不敗的紀錄。
2021年1月14日，皇馬在西班牙超級杯半决賽以1比2的比分不敌2020年西班牙國王杯决賽球隊毕尔巴鄂，無緣西班牙超级杯决賽。
2021年1月20日，進行的西班牙國王杯三十二強，皇馬在客場遭西乙二球队阿尔科亚诺以2比1的比分爆冷淘汰。
皇马最終得84分在西甲聯賽中以第2名結束賽季。
2021年4月27日，歐洲冠軍聯賽四強首回合賽場上，皇馬於主場以1:1逼和客隊切爾西。2021年5月5日，歐洲冠軍聯賽四強次回合賽場上，因後勁不繼作客0:2不敵切爾西，無緣晉身決賽。
2021年5月27日，皇家馬德里宣布席丹不再擔任球隊主教練。
2021年6月16日，皇馬宣布效力十六年的隊長離隊。

#### 安察洛堤二期（2021年–2025年）

##### 2021–2022年賽季
2022年1月17日，在沙特阿拉伯舉行的西班牙超級盃決賽中，皇家馬德里对阵畢爾包。上半場第38分鐘，皇馬球員莫迪歷在禁區邊射入一球，助皇馬1–0領先。換邊後第52分鐘，皇馬獲得一個十二碼，由賓施馬操刀射中。最終皇馬以2–0擊敗對手捧盃。
2022年4月30日，西甲聯賽第34輪，皇家馬德里以4–0擊敗西班牙人，提前4輪鎖定聯賽冠軍。
歐冠方面，皇馬被編入D組，同組對手為國際米蘭、及薩克達。最終皇馬以五勝一負的成績晉身十六強。十六強抽籤中，皇馬因歐洲足協抽籤失誤，令對手由賓菲加改為巴黎聖日耳門。在十六強賽事，皇馬先在首回合以1–0不敵對手。次回合回到主場作賽，先被對手前鋒麥巴比攻破大門，令總比數落後至0–2，但其後憑賓施馬在17分鐘內連中三元，最終以總比數3–2晉級八強。
八強賽事，皇馬面對上屆冠軍車路士。皇馬在首回合先憑賓施馬大演帽子戲法，以3–1領先對手。次回合，作客的車路士狀態大勇，連入三球，一度將比數反超為4–3。第80分鐘，皇馬球員莫迪歷傳中，洛迪高·高斯接應射入扳平，比賽以總比數4–4進入加時。加時上半場第96分鐘，皇馬發動快速反擊，賓施馬接應雲尼斯奧斯傳中頭槌頂入，將總比數反超為5–4並維持至完場，從而成功晉級四強。
四強賽事，皇馬面對英超冠軍曼城。首回合，主場的曼城先憑和建功，以2–0領先。第33分鐘，賓施馬接應傳中射門，將比數改寫為2–1。第53分鐘，曼城球員擴大比數至3–1。但不足2分鐘後，雲尼斯奧斯擺脫，快速推進至禁區追至3–2。第74分鐘，曼城球員在禁區頂射入，再次擴大比分至4–2。第80分鐘，曼城球員在禁區手球犯規，皇馬獲判十二碼，由賓施馬在第82分鐘射入，再次追近總比數至4–3完場。
次回合皇馬重返主場迎戰曼城。上半場雙方互交白卷。戰至第73分鐘，曼城球員射門得分，曼城以總比數5–3領先。正當皇馬身陷淘汰邊緣之際，第90分鐘，賓施馬接應卡馬雲加傳球，再傳中给洛迪高·高斯快腳射入，将總比數追回到5–4。僅在1分鐘後，洛迪高接應卡華積傳中頭球破門，將總比數追至5–5，比賽進入加時賽。第93分鐘，賓施馬禁區內被侵犯，皇馬獲判十二碼，賓施馬在第95分鐘射入令總比數首次領先為5–6。完場前一刻，曼城球員門前失機，5–6的比數最終維持至完場，皇馬上演神奇大逆轉，相隔四年再次殺入歐冠決賽。
2022年5月29日，2021–22年歐洲冠軍聯賽決賽在法國巴黎的法蘭西體育場上演，由皇馬對陣利物浦。皇家馬德里在全場受壓下，上半場先由在禁區內射門，皇馬門將高圖爾斯飛身擋出中柱而幸保不失。上半場尾段，賓施馬把握禁區內混亂射入一球，但被判越位在先。下半場第59分鐘，皇馬得到鮮有的反擊機會，雲尼斯奧斯接應華維迪地面傳中射門，比分變為1-0。其後利物浦試圖力挽狂瀾，但多番攻門皆被門將高圖爾斯的神勇發揮一一化解。最終皇家馬德里以1-0擊敗利物浦，成功拿到隊史第14座歐冠獎盃，繼續領先歐冠奪冠記錄。賽後皇馬門將高圖爾斯獲選為賽事最佳球員，而賓施馬以15個入球成為該屆賽事最佳射手。
賽季結束後，皇馬官宣隊長馬塞洛離隊。

##### 2022–2023年賽季
在2021–2022年赛季结束后，皇家马德里签下了德国后卫和法国中场，而、和则离开了俱乐部。
2022年8月10日，在芬兰赫尔辛基奥林匹克体育场举办的欧洲超级杯上，皇马凭着大卫·阿拉巴和的两粒进球，以2–0击败法兰克福，成功捧起欧洲超级杯。
在2023年1月12日–16日于沙特利雅得法赫德国王国际体育场举办的2022–23年西班牙超級盃上，皇马先以1–1（点球4–3）击败巴伦西亚，后在决赛以1–3不敌巴塞罗那，最终获得亚军。
在2023年2月1日–11日于摩洛哥举办的2022年國際足協世界冠軍球會盃上，皇马在半决赛以4–1击败开罗国民，继而在决赛以5–3击败夺冠。
2023年5月6日，在2022–23年西班牙國王盃决赛上，皇马以2–1击败奧沙辛拿夺冠。
在2022–23年西班牙足球甲级联赛上，皇马最终积78分，落后榜首的巴塞罗那10分，屈居联赛第二。
在2022–23年歐洲冠軍聯賽上，皇马以F组头名的成绩出线，在八分之一决赛以两回合6–2淘汰利物浦，在四分之一决赛以两回合4–0淘汰切尔西，最终在半决赛以两回合1–5负于曼城，无缘卫冕。
賽季結束後，皇馬官宣隊長本澤馬離隊。

##### 2023–2024年賽季
2024年1月15日，在沙特利雅得胜利足球俱乐部的主场——沙特国王大学体育场举办的西班牙超级杯决赛上，皇马球员维尼修斯上演帽子戏法，巴萨球员莱万多夫斯基扳回一球，但是皇马球员罗德里戈在最后一秒攻入锁定胜局的一球，最终皇马4–1战胜死敌巴塞罗那，第13次捧起西班牙超级杯。
西甲方面，皇馬分別於2023年10月28日及2024年4月22日两度面對巴塞，都憑藉當季加盟的贝林厄姆的絕殺球殺死比賽的懸念，而在面對當賽季黑馬傑羅納的兩回合也都輕鬆取勝。2024年5月4日，皇马在主場对阵加的斯足球俱乐部，最终皇马3–0战胜对手，提前夺得第36座西甲冠军。比寧咸更榮獲2023/24賽季西甲最佳球員的殊榮。
欧冠方面，皇马在小组赛阶段被编入C组，同组对手为意甲冠军拿坡里、葡萄牙球队布拉加及德甲黑馬柏林聯。最终皇马以六戰全勝的成绩晋级16强。在八分之一决赛中皇马对阵RB莱比锡，皇马先在首回合1–0小胜莱比锡，其后在次回合的主场比赛中由维尼修斯攻入一球，以总比分2–1晋级八强。
在四分之一决赛中，皇马对阵上届冠军曼城。雙方兩回合打成4–4平手，而在次回合加時亦毫無進帳，最終皇馬憑藉互射十二碼淘汰曼城，完成了皇马在曼城主场伊蒂哈德球场不败的纪录。
在半决赛中，皇马对阵德甲冠军拜仁慕尼黑，首回合在拜仁主场安联竞技场进行，两队以2–2打平。次回合回到伯纳乌球场，拜仁的加拿大年轻球员阿方索·戴维斯率先攻入一球，但皇马最终凭借何塞卢的两个进球实现主场大逆转，两年之后再次杀入欧冠决赛。
2024年6月1日，2023–24年欧洲冠军联赛决赛在英国伦敦温布利球场上演，皇馬面對多蒙特。皇马上半場未能突破，下半場透過連續角球攻勢，由卡華積率先攻入頭槌，隨後多蒙特後防隊員犯錯，比寧咸把握機會助攻雲尼斯奧斯，把比數擴大至2–0。最终皇马2-0戰勝大黃蜂，第15次拿下欧冠奖杯，歐冠改制成歐洲冠軍聯賽以來9戰全勝。這場比賽亦是卻奧斯在職業生涯最後的一場球會比賽。
賽後，雲尼斯奧斯榮獲2023/24賽季歐冠最佳球員，而比寧咸則奪得2023/24賽季歐冠最佳年青球員。雲尼斯奧斯的表現更讓他成為2023/24賽季金球獎大熱候選，但因為被同樣入圍的隊友分走若干選票，以及該屆金球獎還納入國家隊的表現，最終以些微差距擦肩而過。
賽季結束後，皇馬官宣隊長納喬離隊。

##### 2024–2025年賽季
2024年6月3日，即歐冠決賽的兩天後，皇馬官方宣布來自巴黎聖日耳門的法國頭號球星麥巴比以自由身加盟，雙方簽約五年至2029年。8月15日，皇馬於華沙國家體育場以2:0擊敗亞特蘭大，獲得隊史第六座歐超盃冠軍。12月18日，皇马3比0击败墨西哥帕丘卡足球俱乐部，赢得國際足協洲際盃冠军。
然而好消息也就到此為止。皇馬本季很長一段時間無法兼容維尼修斯與姆巴佩，而為了追求前鋒巨星而漠視更加需要補強的後防線，讓他們在嚴重傷病潮中付出代價，後防線更是一度無人可用，所幸青訓營還能冒出一位勞爾·阿森西奧頂住。
西甲方面，皇馬提前2輪確定衛冕失敗，並且聯賽被巴薩雙殺(主场0-4，客场3-4)。同時皇馬也在西班牙超級杯（2-5）與西班牙國王杯（加时2-3）的兩場決賽先後不敵巴薩，賽季對戰被四杀。
歐冠方面，皇馬聯賽階段5勝3敗僅得15分排第11名，惊险获得附加赛区种子资格。附加賽抽到曼城，這是兩隊連續第四次在歐冠遭遇，皇馬第一回合客場3-2逆轉勝，第二回合主場3-1，總比分6-3雙殺對手。16強抽到馬競，這是歐冠史上第六次馬德里德比，皇馬第一回合主場2-1獲勝，不過第二回合客場被馬競火速搶得先機，兩隊總比分2-2一路僵持到延長賽，過程中也都錯失若干進球的機會，最終在PK大戰中以4-2驚險晉級。八強遇上兵工廠，皇馬第一回合客場被德克蘭·賴斯連續攻入兩個直接自由球世界波，被0-3血洗，第二回合主場仅依赖枪手后防失误救回挽尊一球，但還是在終場前再丢一粒绝杀球，最終1-2败阵，總比分1-5被双杀出局。
本季為皇馬時隔四年再度體驗到四大皆空的滋味。賽季結束後皇馬官宣安切洛蒂結束二進宮的任期。隊長莫德里奇與老臣瓦斯奎茲也在季後官宣離隊。皇馬史上第一次連續5個賽季送別隊長。
憑藉過去4個賽季週期（2020/21～2023/24）奪得2次歐冠冠軍，皇馬獲得参加新世俱杯資格。
銀河艦隊3.0(2025年至今)
阿隆索時期(2025–)
2025年5月，皇馬官宣新任主帥，由俱樂部名宿，勒沃庫森主帥阿隆索接任。皇馬在夏轉窗大採買，引入了伯恩茅斯的西班牙國腳中後衛懷森，以及利物浦的英格蘭國腳右後衛特倫特·亞歷山大-阿諾德
2025年世俱杯，皇馬在H組取得2勝1和（唯一失分為利雅德新月）拿下分組第一晉級淘汰賽。16強1-0戰勝尤文圖斯。八強3-2力克多特蒙德。四強0-4完敗於巴黎聖日耳曼。

## 會徽

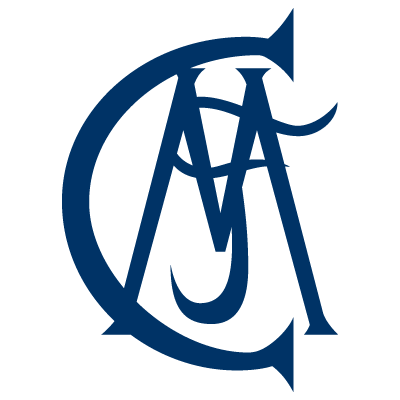
1902年—1908年
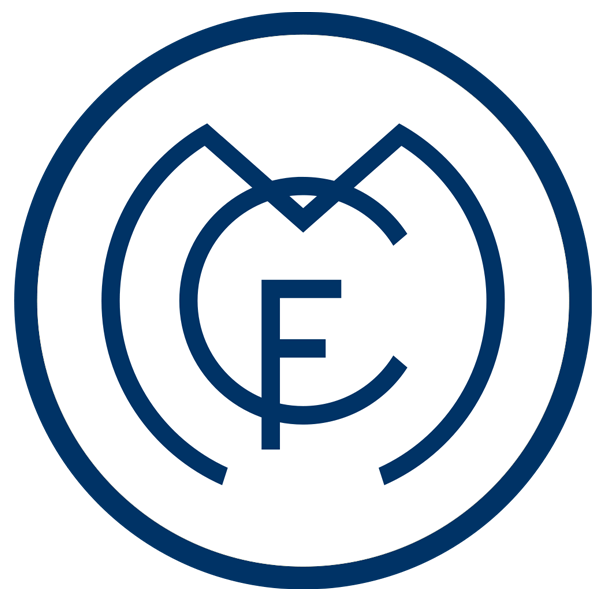
1908年—1920年
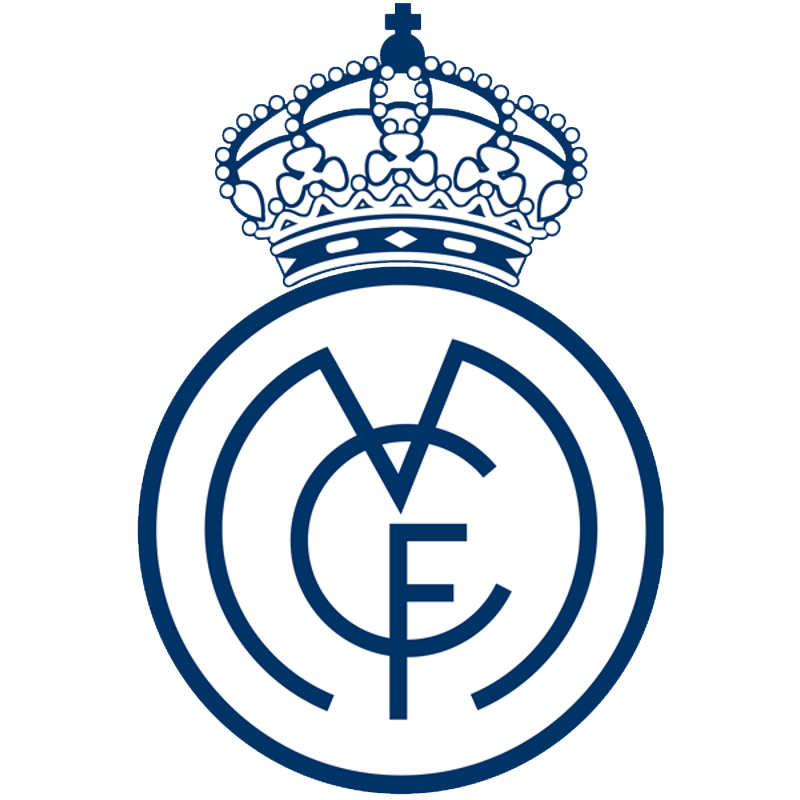
1920年—1931年
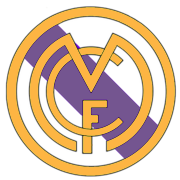
1931年—1941年

皇家马德里未成立前的隊徽最初是在1902年根据章程設計出來，徽章是蓝底配白色字样的“M”、“F”及“C”（皇家马德里前身马德里足球會的開頭字母）组合。1908年，會徽外侧加上了圆圈，令设计更有特色。
- 1920年，獲国王賜封“皇家”的頭銜，而徽章上加上了王冠。队名变更为“Real Madrid Foot-Ball Club”，以英语表示。
- 1931年，西班牙改為共和制，會徽上不可再有王冠。同时，徽章中开始出现缎带，其紫色的颜色标志着卡斯蒂亚地区。
- 1941年，王冠再次加入徽章上。此外，从这时起，球會开始用西班牙文表示，其後會徽中缎带的用色、文字的布局不断改进，直到成為今天的造型。

## 主場

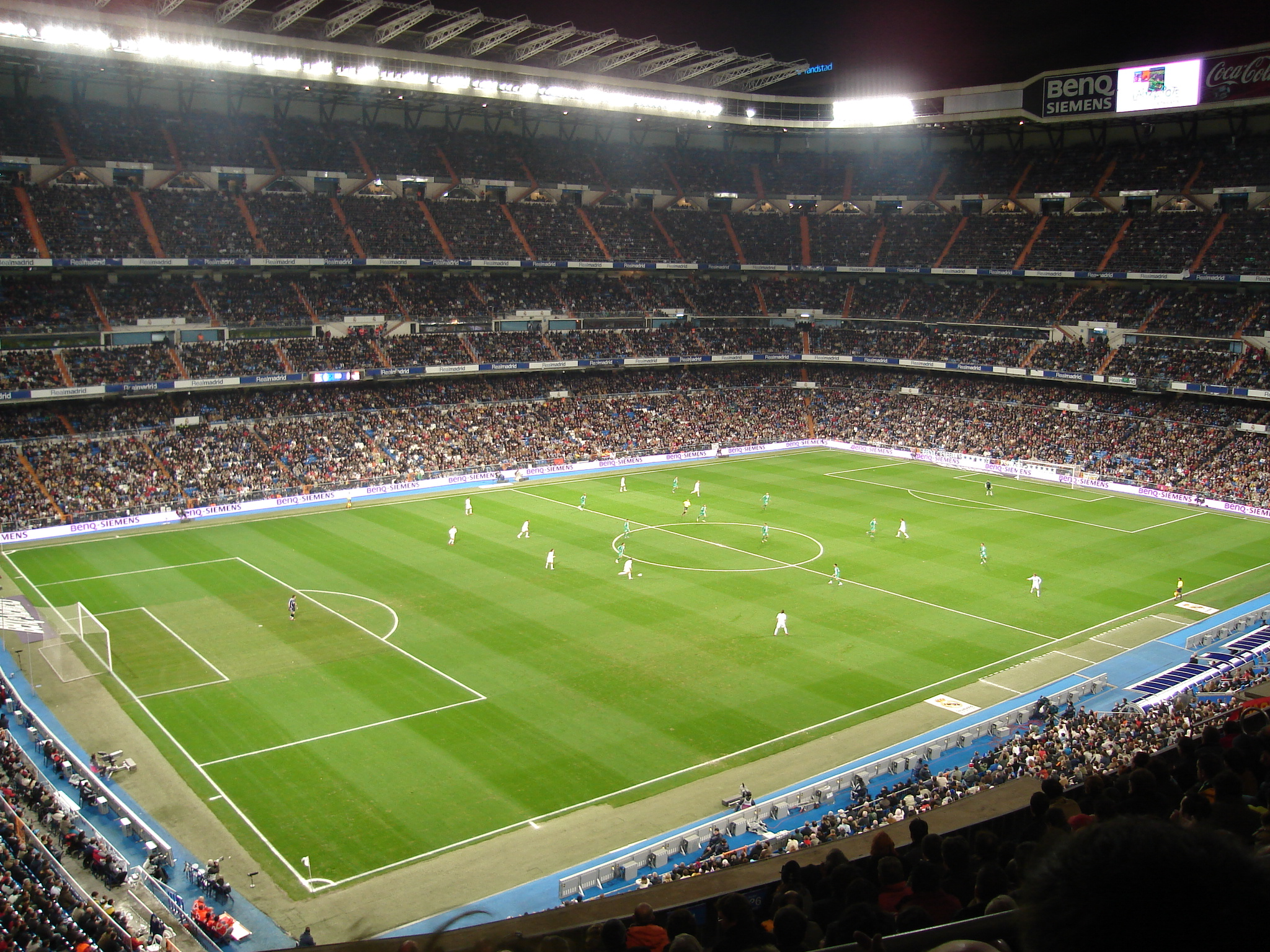
伯纳乌球场

马德里足球俱樂部（皇家马德里前身）初時是選用Campo de O'Donnell為主場，1923年5月17日球隊改用可容納8,000人的Campo de Ciudad Lineal，但只是短暫使用球場。翌年轉到Estadio de Chamartin作賽，一座容納大約25,000人並見證皇家马德里奪得第一個球會錦標的球場，其後這座球場一直用到1947年，由巴拿貝球場取代。
聖地亚哥·班拿貝球場（El Estadio Santiago Bernabeu）是皇家马德里的主場球場，可以容納85,454人，由當時只上任一年的會長班拿貝計劃興建，1944年10月27日開始動工，並於1947年12月14日正式落成，起初球場名為Estadio Chamartin，隨後舉行球場第一場比賽對葡萄牙的比蘭倫斯（Os Belenenses）。1955年1月4日，球會官方正式將球場名稱命名為聖地亚哥·班拿貝球場，以紀念功不可沒的班拿貝會長，球會容量隨後不繼增加，1952年曾經可容納多達120,000人，之後球場因為成為1982年世界盃舉行場地而要進行大規模更新，但80年代發生多宗球場意外，歐洲足協因此下令大部分球場由站立改建為全座位，1982年後曾進行過3次大規模的改建，容納數目不斷下降到現今的81,454人。2005年後班拿貝球場被歐洲足協評選為五星級球場(如果評定五星級球場則代表球場可以成為歐洲聯賽冠軍盃決賽舉行場地)，在2009/10年度賽季成為歐洲聯賽冠軍盃決賽舉行場地。
在2020年因疫情闭门比赛、加之伯纳乌球场维修期间，皇马曾临时使用阿尔弗雷多·迪斯蒂法诺球场作为主场，它也是皇家马德里卡斯蒂利亚的主场。
詳細（页面存档备份，存于）
資料來源：皇馬官網（页面存档备份，存于）

## 紀錄
更新日期:2020年4月7日
- 奪得聯賽冠軍最多的會長：巴拿貝（Santiago Bernabeu），在任35年（1943年-1978年），贏得16次聯賽錦標
- 奪得聯賽冠軍最多的領隊：穆诺兹（Miguel Munoz），在任13年半（1960年-1974年），贏得9次聯賽錦標
- 奪得聯賽冠軍最多的球員：（Francisco Gento López）（Francisco Gento），效力18年（1953年-1971年），贏得12次聯賽錦標
- 最多上陣次數球員（所有賽事）：劳尔（Raúl González Blanco，1994年-2010年），741場
- 西甲獲勝場次最多的球員：伊克爾·卡斯拿斯（Iker Casillas),334場
- 最多入球球員（所有賽事）：基斯坦奴·朗拿度（Cristiano Ronaldo，2009年-2018年），取得451個入球
- 一季最多聯賽入球球員：基斯坦奴·朗拿度（Cristiano Ronaldo，2014-2015年球季射入48球，平均每場射入1.26球）
- 一季最多入球球員：基斯坦奴·朗拿度（Cristiano Ronaldo，2014-2015年球季射入61球，平均每場射入1.13球，每76分鐘射入一球）
- 一季最高聯賽入球：121球（2011-2012年球季，平均每場射入3.18球）
- 一季最高聯賽積分：100分 （2011-2012年球季）
- 一季最多主場聯賽勝利：18場（1987-1988年球季，共19場主場賽事）
- 一季最高主場聯賽入球：78球（1989-1990年球季，平均每場主場射入4.1球）
- 一季最少主場失球：8球（1994-1995年球季，平均每場主場只失0.4球）
- 全季保持不敗：1931-1932年球季
- 主場保持最長不敗場數：121場 （1957年2月17日至1965年3月7日，連跨9屆聯賽） 詳細（页面存档备份，存于）
- 提早在聯賽最後5場比賽前宣佈奪標：1960-1961年球季，1962-1963年球季，1974-1975年球季
- 聯賽最大勝仗：11 - 1 對艾爾切（Elche）（1960年2月7日，1959至1960年甲組聯賽）
- 聯賽最大敗仗： 1 - 9 對愛斯賓奴（1930年3月3日）

## 榮譽
資料來源：皇馬官網（页面存档备份，存于）
| 榮 譽                  | 次 數       | 年 度 |
| 國 內 聯 賽            | 國 內 聯 賽 | 國 內 聯 賽 |
| ---------------------- | ----------- | --- |
| 西班牙甲組足球聯賽冠軍 | 36          | 1931–32, 1932–33, 1953–54, 1954–55, 1956–57, 1957–58, 1960–61, 1961–62, 1962–63, 1963–64, 1964–65, 1966–67, 1967–68, 1968–69, 1971–72, 1974–75, 1975–76, 1977–78, 1978–79, 1979–80, 1985–86, 1986–87, 1987–88, 1988–89, 1989–90, 1994–95, 1996–97, 2000–01, 2002–03, 2006–07, 2007–08, 2011–12, 2016–17, 2019–20, 2021–22, 2023–24                                                           |
| 國 內 盃 賽            |             | |
| 西班牙國王盃冠軍       | 20          | 1905, 1906, 1907, 1908, 1917, 1934, 1936, 1946, 1947, 1962, 1970, 1974, 1975, 1980, 1982, 1989, 1993, 2011, 2014, 2023 |
|                        |             | |
| 西班牙超級盃冠軍       | 13          | 1988, 1989, 1990, 1993, 1997, 2001, 2003, 2008, 2012, 2017,2019, 2022, 2024 |
|                        |             | |
| 西班牙聯賽盃冠軍       | 1           | 1984–85 |
|                        |             | |
| 伊娃·貝隆盃冠軍        | 1           | 1947 |
| 歐 洲 賽 事            |             | |
| 歐洲冠軍聯賽冠軍       | 15          | 1955–56 決賽 4–3 勝兰斯 1956–57 決賽 2–0 勝佛罗伦萨 1957–58 決賽 3–2 勝AC米兰 1958–59 決賽 2–0 勝兰斯 1959–60 決賽 7–3 勝法兰克福 1965–66 決賽 2–1 勝贝尔格莱德游击 1997–98 決賽 1–0 勝 1999–00 決賽 3–0 勝瓦伦西亚 2001–02 決賽 2–1 勝 2013–14 決賽 4–1 勝 2015–16 決賽 1–1（点球 5–3）勝 2016–17 決賽 4–1 勝 2017–18 決賽 3–1 勝利物浦 2021–22 決賽 1–0 勝利物浦 2023–24 決賽 2–0 勝多蒙特 |
|                        |             | |
| 歐洲足協盃冠軍         | 2           | 1984–85 決賽 5–3 勝科隆 1985–86 決賽 3–1 勝維迪奧頓 |
|                        |             | |
| 歐洲超級盃冠軍         | 6           | 2002 3–1 勝费耶诺德 2014 2–0 勝西維爾 2016 3–2 勝西維爾 2017 2–1 勝曼聯 2022 2–0 勝法蘭克福 2024 2–0 勝阿特蘭大 |
|                        |             | |
| 拉丁盃冠軍             | 2           | 1955 決賽 2–0 勝蘭斯 1957 決賽 1–0 勝賓菲加 |
| 國 際 賽 事            |             | |
| 洲際盃冠軍             | 3           | 1960 5–1 勝 1998 2–1 勝 2002 2–0 勝奥林匹亚俱乐部 |
|                        |             | |
| 世界冠軍球會盃冠軍     | 5           | 2014 決賽 2–0 勝 2016 決賽 4–2 勝鹿島鹿角 2017 決賽 1–0 勝 2018 決賽 4–1 勝 2022 決賽 5–3 勝 |
|                        |             | |
| 國際足協洲際盃冠軍     | 1           | 2024 決賽 3–0 勝帕丘卡 |
|                        |             | |
| 伊比利亞盃冠軍         | 1           | 1994 决赛 4–3（首回合3–1，次回合1–2） 胜 |

## 球員名單（2025—2026球季）
1. 球員號碼參照 官方網站 （页面存档备份，存于）。
2. 國籍圖標根據國際足協的參賽資格定義，但球員可能會持有多於一個非國際足協定義的國籍。
3. 粗體字為新加盟球員（青年隊提升不計）。
4. 者為傷患球員。
5. 2025年夏季轉會窗（英语：List of Spanish football transfers summer 2025）：6月1日至10日，6月16日至9月1日。

### 现役球员
| 號碼  | 國籍   | 球員                              | 位置                 | 年齡  | 加盟年份 | 前屬球會     | 轉會費      |
| 門 將 | 門 將  | 門 將                             | 門 將                | 門 將 | 門 將    | 門 將        | 門 將       |
| ----- | ------ | --------------------------------- | -------------------- | ----- | -------- | ------------ | ----------- |
| 1     | 比利时 | （Thibaut Courtois）              | 門將                 | 33    | 2018     |              | 3,500萬歐元 |
| 13    | 乌克兰 | （)                               | 門將                 | 26    | 2018     |              | 850萬歐元   |
| 26    | 西班牙 | 弗兰·冈萨雷斯（Fran Gonzalaz）    | 門將                 | 20    | 2024     | 青年隊       | --          |
| 後 衛 |        |                                   |                      |       |          |              |             |
| 2     | 西班牙 | （Dani Carvajal）                 | 右后卫               | 33    | 2013     |              | 650萬歐元   |
| 3     | 巴西   | （Éder Militão）                  | 中后卫               | 27    | 2019     | 波爾圖       | 5,000萬歐元 |
| 4     | 奥地利 | 大衛·阿拉巴（David Alaba）        | 中后卫／左后卫       | 33    | 2021     | 拜仁慕尼黑   | 自由轉會    |
| 12    | 英格兰 | 特倫特·（Trent Alexander-Arnold） | 右后卫               | 26    | 2025     | 利物浦       | 1,000萬歐元 |
| 17    | 西班牙 | 劳尔·阿森西奥（Raúl Asencio）     | 中后卫               | 22    | 2024     | 青年隊       | --          |
| 18    | 西班牙 | （Álvaro Carreras）               | 左后卫               | 22    | 2025     | 賓菲加       | 5,000萬歐元 |
| 20    | 西班牙 | （）                              | 左后卫               | 26    | 2023     | 華歷簡奴     | 500萬歐元   |
| 22    | 德国   | （Antonio Rüdiger）               | 中后卫               | 32    | 2022     | 切尔西       | 自由轉會    |
| 23    | 法國   | （）                              | 左后卫               | 30    | 2019     | 里昂         | 4,800萬歐元 |
| 24    | 荷兰   | （Dean Huijsen）                  | 中后卫               | 20    | 2025     |              | 6,250萬歐元 |
| 中 場 |        |                                   |                      |       |          |              |             |
| 5     | 英格兰 | （Jude Bellingham）               | 中場／前腰           | 22    | 2023     | 多特蒙德     | 1.13億歐元  |
| 6     | 法國   | （Eduardo Camavinga）             | 防守中場／中場／左閘 | 22    | 2021     | 雷恩         | 3,100萬歐元 |
| 8     | 乌拉圭 | （Federico Valverde）             | 中場／右边锋         | 27    | 2016     |              | 500萬歐元   |
| 14    | 法國   | （Aurélien Tchouaméni）           | 防守中場             | 25    | 2022     | 摩納哥       | 8,000萬歐元 |
| 15    | 土耳其 | （Arda Güler）                    | 進攻中場             | 20    | 2023     | 費倫巴治     | 2,400萬歐元 |
| 19    | 西班牙 | （Dani Ceballos）                 | 中場                 | 29    | 2017     | 貝迪斯       | 1,650萬歐元 |
| 30    | 阿根廷 | （Franco Mastantuono）            | 右翼                 | 18    | 2025     | 河床         | 4,500萬歐元 |
| 前 鋒 |        |                                   |                      |       |          |              |             |
| 7     | 巴西   | （）                              | 左边锋               | 25    | 2018     |              | 4,500萬歐元 |
| 9     | 巴西   | （Endrick）                       | 中鋒                 | 19    | 2024     |              | 4,750萬歐元 |
| 10    | 法國   | （Kylian Mbappé）                 | 中锋／边锋           | 26    | 2024     | 巴黎聖日耳門 | 自由轉會    |
| 11    | 巴西   | （Rodrygo Goes）                  | 右边锋／左边锋       | 24    | 2019     |              | 4,500萬歐元 |
| 16    | 🇪🇸     | 貢薩洛 加西亞(Gonzalo García)     | 中鋒                 | 21    | 2025     | 青年隊       | —           |
| 21    | 摩洛哥 | （Brahim Díaz）                   | 右边锋／進攻中場     | 26    | 2019     | 曼城         | 1,700萬歐元 |

、費達歷高·華維迪別為隊長、副隊長。
1. ↑  另浮動條款3,090萬歐元
2. ↑  另浮動條款1,000萬歐元

### 外借球員
| 號碼             | 國籍             | 球員             | 位置             | 年齡             | 加盟年份         | 外借球會         | 外借球季         |
| 2025年夏季轉會窗 | 2025年夏季轉會窗 | 2025年夏季轉會窗 | 2025年夏季轉會窗 | 2025年夏季轉會窗 | 2025年夏季轉會窗 | 2025年夏季轉會窗 | 2025年夏季轉會窗 |
| ---------------- | ---------------- | ---------------- | ---------------- | ---------------- | ---------------- | ---------------- | ---------------- |

### 離隊球員
1. 『*』為先租出一季或半季後售出。

| 號碼             | 國籍             | 球員              | 位置             | 年齡             | 加盟年份         | 加盟球會         | 轉會費           |
| 2025年夏季轉會窗 | 2025年夏季轉會窗 | 2025年夏季轉會窗  | 2025年夏季轉會窗 | 2025年夏季轉會窗 | 2025年夏季轉會窗 | 2025年夏季轉會窗 | 2025年夏季轉會窗 |
| ---------------- | ---------------- | ----------------- | ---------------- | ---------------- | ---------------- | ---------------- | ---------------- |
| 10               | 克罗地亚         | （Luka Modrić）   | 中場             | 39               | 2012             | AC米蘭           | 自由轉會         |
| 17               | 西班牙           | （）              | 右边锋／右后卫   | 34               | 2015             |                  | 自由轉會         |
| 18               | 西班牙           | （Jesús Vallejo） | 中后卫           | 28               | 2015             | 阿爾巴塞特       | 自由轉會         |
| --               | 巴西             | （Reinier Jesus） | 進攻中場         | 23               | 2020             | 米內羅           | 自由轉會         |

## 著名球員
參見：分類:皇家馬德里球員
只記錄聯賽及歐洲賽出場數多於50
1930年代
- （Ricardo Zamora，1930-36）

1950年代
- （Alfredo di Stéfano，1953-64）
- 亨托（Paco Gento，1953-71）
- （Raymond Kopa，1956-59）
- （Ferenc Puskás，1958-66）

1970年代
- （Vicente del Bosque，1973-84）
- （José Antonio Camacho，1974-89）
- （Uli Stielike，1977-85）

1980年代
- （Míchel，1981-96）
- 梅特高德（John Metgod，1982-84）
- （Hugo Sánchez，1985-92）
- （Manolo Sanchís，1983-2001）
- （Emilio Butragueño，1983-95）
- （Jorge Valdano，1984-87）
- 揚科維奇（英语：Milan Janković (footballer, born 1959)）（Milan Janković，1987-88）
- （Bernd Schuster，1988-90）
- （Santiago Cañizares，1988-92／1994-98）
- （Fernando Hierro，1989-2003）

1990年代
- （Gheorghe Hagi，1990-92）
- 比利亞羅亞（Javier Villarroya，1990-94）
- （Luis Milla，1990-97）
- （Ricardo Rocha，1991-93）
- （Robert Prosinečki，1991-94）
- （Alfonso Pérez，1991-95）
- （Luis Enrique，1991-96）
- （Mikel Lasa，1991-97）
- （Iván Zamorano，1992-96）
- （Nando Muñoz，1992-96）
- （Rafael Alkorta，1993-97）
- （Quique Sánchez Flores，1994-96）
- （Michael Laudrup，1994-96）
- （José Amavisca，1994-98）
- （Fernando Redondo，1994-2000）
- （Raúl，1994-2010）
- （Guti，1995-2010）
- （Víctor Sánchez，1996-98）
- （Predrag Mijatović，1996-99）
- （Davor Šuker，1996-99）
- （Christian Panucci，1996-99）
- （Clarence Seedorf，1996-2000）
- （Bodo Illgner，1996-2001）
- （Roberto Carlos，1996-2007）
- （Jaime，1996-99）
- （Christian Karembeu，1997-2000）
- （Aitor Karanka，1997-2002）
- （Fernando Morientes，1997-2005）
- （Sávio，1998-2003）
- （Iván Campo，1998-2003）
- （Steve McManaman，1999-2003）
- （Njitap Geremi，1999-2003）
- （Iván Helguera，1999-2007）
- （Míchel Salgado，1999-2009）
- （Iker Casillas，1999-2015）

2000年代
- （Claude Makélélé，2000-03）
- （Pedro Munitis，2000-03）
- （Flávio Conceição，2000-04）
- （Luís Figo，2000-05）
- （Santiago Solari，2000-05）
- （Albert Celades，2000-05）
- （César Sánchez，2000-05）
- 席丹（Zinedine Zidane，2001-06）
- （Francisco Pavón，2001-07）
- 布拉沃（Raúl Bravo，2001-07）
- （Esteban Cambiasso，2002-04）
- （Javier Portillo，2002-06）
- 朗拿度（Ronaldo，2002-07）
- （David Beckham，2003-07）
- （Álvaro Arbeloa，2004-06，09-16）
- （Álvaro Mejía，2004-07）
- （Diego López，2005-07／2012-14）
- （Robinho，2005-08）
- （Júlio Baptista，2005-08）
- （Sergio Ramos，2005-21）
- （Fabio Cannavaro，2006-09）
- （Miguel Torres，2006-09）
- （Ruud van Nistelrooy，2006-10）
- 穆罕穆德·迪亚拉（Mahamadou Diarra，2006-11）
- （Wesley Sneijder，2007-09）
- （Arjen Robben，2007-09）
- （Gabriel Heinze，2007-09）
- （Fernando Gago，2007-11）
- （Royston Drenthe，2007-12）
- （Gonzalo Higuaín，2007-13）
- （Pepe，2007-17）
- （Marcelo，2007-22）
- （Rafael van der Vaart，2008-10）
- （Lassana Diarra，2009-12）
- （Esteban Granero，2009-12）
- 卡卡（Kaká，2009-13）
- （Raúl Albiol，2009-13）
- 沙比·阿朗素（Xabi Alonso，2009-14）
- （Cristiano Ronaldo，2009-18）
- （Karim Benzema，2009-23）

2010年代
- （Mesut Özil，2010-13）
- （Ricardo Carvalho，2010-13）
- （Ángel Di María，2010-14）
- （Álvaro Morata，2010-14，16-17）
- （Sami Khedira，2010-15）
- （Joselu，2011-12／2023-24）
- （José Callejón， 2011-13）
- （Jesé，2011-16）
- （Fábio Coentrão，2011-18）
- （Raphaël Varane，2011-21）
- （Nacho，2011-24）
- （Luka Modrić，2012-25）
- （Dani Carvajal，2013-）
- （Asier Illarramendi，2013-15）
- （Isco Alarcon，2013-22）
- （Casemiro，2013-22）
- （Gareth Bale，2013-22）
- 占士·洛迪古斯（James Rodríguez，2014-17，19-20）
- （Keylor Navas，2014-19）
- （Marco Asensio，2014-23）
- （Toni Kroos，2014-24）
- （Lucas Vázquez，2015-25）
- （Danilo，2015-17）
- （Mateo Kovacic，2015-19）
- （Mariano Díaz，2016-17／2018-23）
- （Dani Ceballos，2017-）
- （Vinícius Júnior，2018-）
- （Federico Valverde，2018-）
- （Thibaut Courtois，2018-）
- （Andriy Lunin，2018-）
- 弗兰·加西亚（Fran García，2018-21／2023-）
- （Rodrygo Goes，2019-）
- （Ferland Mendy，2019-）
- （Éder Militão，2019-）
- （Brahim Díaz，2019-）
- （Luka Jović，2019-22）
- （Eden Hazard，2019-23）

2020年代
- （Eduardo Camavinga，2021-）
- （David Alaba，2021-）
- （Antonio Rüdiger，2022-）
- （Aurélien Tchouaméni，2022-）
- （Jude Bellingham，2023-）

## 歷任領隊
資料來源：皇馬官網
| 領隊名稱                          | 國籍                    | 任期                         | 成就 |
| 馬 德 里 足 球 會 成 立           | 馬 德 里 足 球 會 成 立 | 馬 德 里 足 球 會 成 立      | 馬 德 里 足 球 會 成 立 |
| --------------------------------- | ----------------------- | ---------------------------- | --- |
| （Arthur Johnson）                | 英格兰                  | 1910—1920年                  | 帶領球會奪得首個錦標冠軍，並五次奪得西班牙盃冠軍                                                                                               |
| 卡塞尔（Juan de Carcer）          | 西班牙                  | 1920—1926年                  | |
| 略伦特（Pedro Llorente）          | 西班牙                  | 1926年                       | |
| 正 式 改 名 為 皇 家 馬 德 里     |                         |                              | |
| 贝拉多（José Berraondo）          | 西班牙                  | 1927—1929年                  | |
| 基兰特（José Quirante）           | 西班牙                  | 1929—1930年                  | |
| 赫查（Lippo Hertza）              | 匈牙利                  | 1930—1932年                  | 帶領球會奪得首個西班牙甲組聯賽冠軍 |
| 菲尔兹（Robert E. Firth）         | 奥地利                  | 1932—1934年                  | 帶領球會奪得一屆西班牙甲組聯賽冠軍 |
| 布鲁（Paco Bru）                  | 西班牙                  | 1934—1941年                  | 帶領球會奪得兩屆西班牙盃冠軍 |
| 阿尔梅特（Juanito Armet）         | 西班牙                  | 1941—1943年                  | |
| 恩西纳斯（Ramón Encinas）         | 西班牙                  | 1943—1945年                  | |
| 金科塞斯（Jacinto Quincoces）     | 西班牙                  | 1945—1946年                  | |
| 阿尔韦尼斯（Baltasar Albéniz）    | 西班牙                  | 1946—1948年                  | 帶領球會奪得兩屆西班牙盃冠軍 |
| 肯平（Michael A. Keeping）        | 英格兰                  | 1948—1951年                  | |
| 斯卡罗内（Héctor Scarone）        | 乌拉圭                  | 1951—1952年                  | |
| 伊皮尼亚（Juan Antonio Ipiña）    | 西班牙                  | 1952—1953年                  | |
| 费尔南德斯（Enrique Fernández）   | 乌拉圭                  | 1953—1955年                  | 帶領球會奪得兩屆西班牙甲組聯賽冠軍 |
| 比利亚隆加（Pepe Villalonga）     | 西班牙                  | 1955—1957年                  | 帶領球會奪得兩屆歐洲冠軍球會盃冠軍及一屆西班牙甲組聯賽冠軍                                                                                     |
| 卡尔尼利亚（Luis Carniglia）      | 阿根廷                  | 1957—1959年                  | 帶領球會奪得兩屆歐洲冠軍球會盃冠軍及一屆西班牙甲組聯賽冠軍                                                                                     |
| 弗莱塔斯（Manuel Fleitas Solich） | 巴西                    | 1959—1960年                  | |
| 穆尼奥斯（Miguel Múñoz）          | 西班牙                  | 1960—1974年                  | 帶領球會奪得兩屆歐洲冠軍球會盃冠軍，並且連續五年奪得西班牙甲組聯賽冠軍、兩屆西班牙盃冠軍及一屆洲際盃冠軍                                       |
| 莫洛尼（Luis Molowny）            | 西班牙                  | 1974年                       | |
| 米尔哈尼奇（Miljan Miljanic）     | 南斯拉夫                | 1974—1977年                  | 帶領球會奪得兩屆西班牙盃冠軍 |
| 莫洛尼（Luis Molowny）            | 西班牙                  | 1977—1979年                  | |
| 博斯科夫（Vujadin Boskov）        | 南斯拉夫                | 1979—1982年                  | 帶領球會奪得一屆西班牙盃冠軍 |
| 莫洛尼（Luis Molowny）            | 西班牙                  | 1982年                       | 帶領球會奪得一屆西班牙盃冠軍 |
| 迪·斯蒂法诺（Alfredo Di Stéfano） | 西班牙                  | 1982—1984年                  | |
| 阿曼希奥（Amancio Amaro）         | 西班牙                  | 1984—1985年                  | |
| 莫洛尼（Luis Molowny）            | 西班牙                  | 1985—1986年                  | 帶領球會奪得兩屆歐洲足協盃冠軍 |
| （Leo Beenhakker）                | 荷兰                    | 1986—1989年                  | 帶領球會奪得一屆西班牙盃冠軍 |
| （John Toshack）                  | 威尔士                  | 1989—1990年                  | |
| 迪·斯蒂法诺（Alfredo Di Stéfano） | 西班牙                  | 1990—1991年                  | |
| （Radomir Antic）                 | 南斯拉夫                | 1991—1992年                  | |
| （Leo Beenhakker）                | 荷兰                    | 1992年                       | |
| 弗洛罗（Benito Floro）            | 西班牙                  | 1992—1994年                  | 帶領球會奪得一屆西班牙盃冠軍 |
| （Vicente Del Bosque）            | 西班牙                  | 1994年                       | |
| （Jorge Valdano）                 | 阿根廷                  | 1994—1996年                  | 帶領球會奪得一屆西班牙甲組聯賽冠軍 |
| 阿塞尼奥（Arsenio Iglesias）      | 西班牙                  | 1996年                       | |
| （Fabio Capello）                 | 義大利                  | 1996—1997年                  | 帶領球會奪得一屆西班牙甲組聯賽冠軍 |
| （Jupp Heynckes）                 | 德国                    | 1997—1998年                  | 帶領球會奪得一屆歐洲冠軍球會盃冠軍 |
| （Guus Hiddink）                  | 荷兰                    | 1998—1999年                  | 帶領球會奪得一屆洲際盃冠軍 |
| （John Toshack）                  | 威尔士                  | 1999年                       | |
| （Vicente Del Bosque）            | 西班牙                  | 1999—2002年                  | 帶領球會奪得兩屆歐洲聯賽冠軍盃冠軍、兩屆西班牙甲組聯賽、一屆歐洲超級盃、一屆西班牙超級盃冠軍、一屆洲際盃冠軍                                   |
| 卡洛斯·昆洛斯（Carlos Queiroz）   | 葡萄牙                  | 2003—2004年                  | 帶領球會奪得一屆西班牙超級盃冠軍 |
| 甘馬曹（José Antonio Camacho）1   | 西班牙                  | 2004年                       | |
| 雷蒙（Mariano Garcia Remón）      | 西班牙                  | 2004年                       | |
| （Vanderlei Luxemburgo）          | 巴西                    | 2004—2005年                  | |
| 盧比斯·卡路（López Caro）2                   | 西班牙                  | 2005—2006年                  | |
| （Fabio Capello）                 | 義大利                  | 2006—2007年6月28日           | 帶領球會奪得一屆西班牙甲組聯賽冠軍，兩次任期共帶領球會奪得兩屆西班牙甲組聯賽冠軍3                                                              |
| 伯恩德·舒斯特尔（Bernd Schuster） | 德国                    | 2007年7月9日—2008年12月9日   | 帶領球會奪得一屆西班牙甲組聯賽冠軍、一屆西班牙超級盃冠軍                                                                                       |
| 胡安德·拉莫斯（Juande Ramos）     | 西班牙                  | 2008年12月9日—2009年6月1日   | |
| （Manuel Pellegrini）             | 智利                    | 2009年6月1日—2010年5月26日   | |
| （José Mourinho）                 | 葡萄牙                  | 2010年5月31日—2013年5月21日  | 帶領球會奪得一屆西班牙甲組聯賽冠軍、一屆西班牙盃冠軍及一屆西班牙超級盃冠軍                                                                     |
| （Carlo Ancelotti）               | 義大利                  | 2013年6月26日—2015年5月26日  | 帶領球會奪得一屆西班牙盃冠軍、一屆歐洲聯賽冠軍盃冠軍、一屆歐洲超級盃冠軍、一屆世界冠軍球會盃冠軍                                               |
| 賓尼迪斯（Rafael Benítez）        | 西班牙                  | 2015年6月3日—2016年1月4日    | |
| （Zinedine Zidane）               | 法國                    | 2016年1月4日—2018年5月31日   | 帶領球會奪得一屆西班牙甲組聯賽冠軍、三屆歐洲聯賽冠軍盃冠軍、一屆西班牙超級盃冠軍、兩屆歐洲超級盃冠軍、兩屆世界冠軍球會盃冠軍                   |
| （Julen Lopetegui）               | 西班牙                  | 2018年6月13日—10月29日       | |
| （Santiago Solari）               | 阿根廷                  | 2018年10月29日—2019年3月11日 | 帶領球會奪得一屆世界冠軍球會盃冠軍 |
| （Zinedine Zidane）               | 法國                    | 2019年3月11日—2021年5月27日  | 帶領球會奪得一屆西班牙甲組聯賽冠軍、一屆西班牙超級盃冠軍                                                                                       |
| （Carlo Ancelotti）               | 義大利                  | 2021年6月2日-2025年5月       | 帶領球會奪得兩屆西班牙甲組聯賽冠軍、一屆西班牙盃冠軍、兩屆西班牙超級盃冠軍、兩屆歐洲聯賽冠軍盃冠軍、兩屆歐洲超級盃冠軍、一屆世界冠軍球會盃冠軍 |
| 哈維·阿隆索                       |                         | 2025年5月-                   | |

^  注解1：甘馬曹只帶領球隊出戰4場比賽。

^  注解2：盧比斯卡路於2005年12月4日接替成為新任領隊。

^  注解3：卡比路於1996年至1997年曾任領隊兼奪得西班牙甲組足球聯賽冠軍。

## 歷任會長

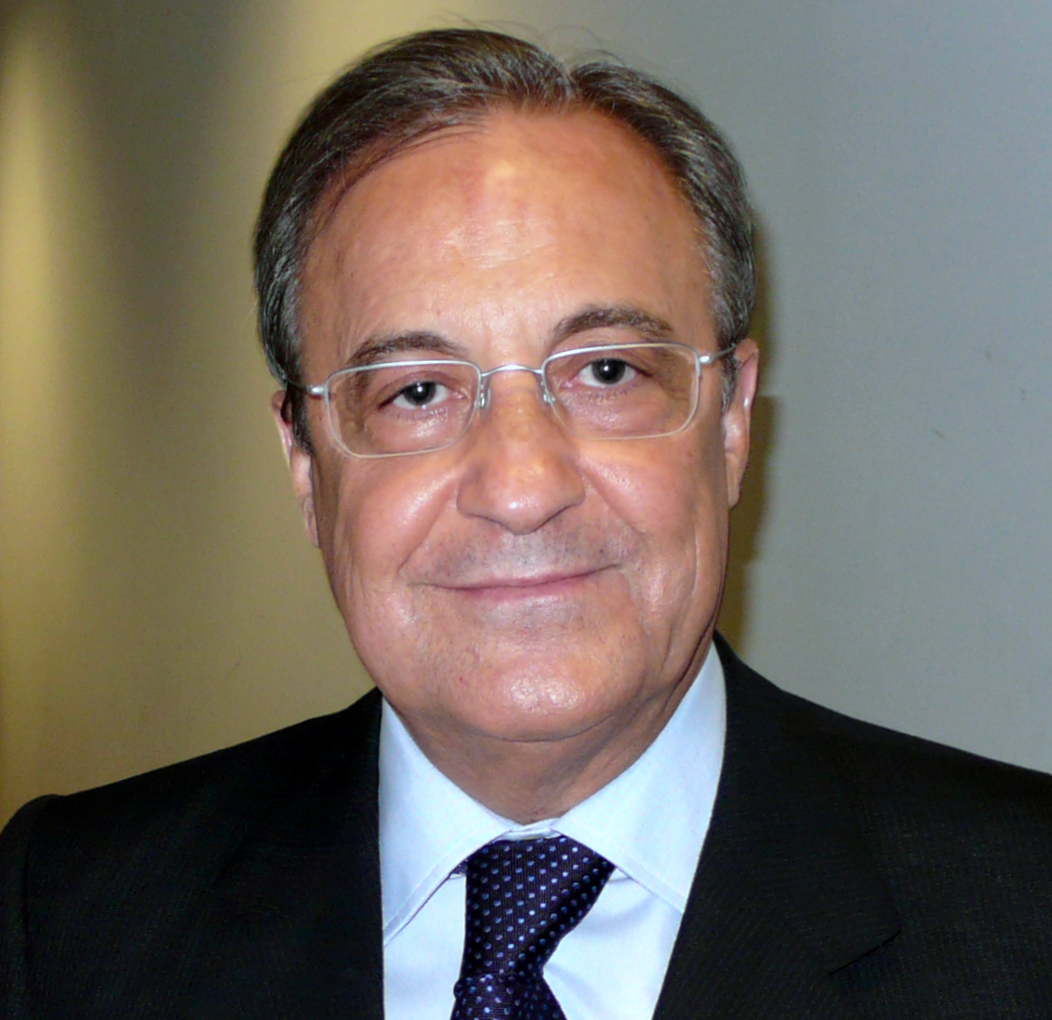
皇馬現任主席弗洛伦蒂诺·佩雷斯

1. 1900年—1902年 - 朱利安·帕拉西奧斯 （Julián Palacios）
2. 1902年—1904年 - 胡安·帕德罗斯（英语：Juan Padrós） Juan Padrós （正式成為球會第一任會長）
3. 1904年—1908年 - 卡洛斯·帕德罗斯（英语：Carlos Padrós） Carlos Padrós
4. 1908年—1916年 - 阿道弗·梅伦德斯（英语：Adolfo Meléndez） Adolfo Meléndez
5. 1916年—1926年 - 佩德罗·帕拉赫斯（英语：Pedro Parages） Pedro Parages
6. 1926年—1930年 - 路易斯·德乌尔基霍（英语：Luis de Urquijo, 2nd Marquess of Bolarque） Luis de Urquijo
7. 1930年—1935年 - 路易斯·乌塞拉·布加拉尔（英语：Luis Usera Bugallal） Luis Usera Bugallal
8. 1935年—1936年 - 拉斐尔·桑切斯·格拉（英语：Rafael Sánchez Guerra） Rafael Sánchez Guerra
9. 1939年—1940年 - 阿道弗·梅伦德斯（英语：Adolfo Meléndez） Adolfo Meléndez
10. 1940年—1943年 - 安东尼奧·桑托斯（英语：Antonio Santos Peralba） Antonio Santos Peralba
11. 1943年—1978年 - 圣地亚哥·伯纳乌·耶斯特 （Santiago Bernabéu）
12. 1978年—1985年 - 路易斯·德卡洛斯 （Luis de Carlos）
13. 1985年—1995年 -  （Ramón Mendoza）
14. 1995年—2000年 - （Lorenzo Sanz）
15. 2000年—2006年 -
16. 2006年—2006年 - Ferando Martín Álvarez
17. 2006年—2006年 - Luís Gómez-Montejano Arroyo
18. 2006年—2009年 - 
19. 2009年—2009年 - 保魯達（Vicente Boluda）（於2009年1月16日起暫代請辭的Calderón直宜六月的主席大選）
20. 2009年—現任 - [41]

## 球衣及廣告贊助商
| 贊助年期      | 球衣贊助商 | 廣告贊助商      |
| ------------- | ---------- | --------------- |
| 1980年–1982年 | Adidas     | None            |
| 1982年–1985年 | Adidas     | Zanussi         |
| 1985年–1989年 | Hummel     | Parmalat        |
| 1989年–1991年 | Hummel     | Reny Picot      |
| 1991年–1992年 | Hummel     | Otaysa          |
| 1992年–1994年 | Hummel     | Teka            |
| 1994年–1998年 | Kelme      | Teka            |
| 1998年–2001年 | Adidas     | Teka            |
| 2001年–2002年 | Adidas     | Realmadrid.com1 |
| 2002年–2007年 | Adidas     | 明基西門子      |
| 2007年–2013年 | Adidas     | Bwin2           |
| 2013年–       | Adidas     | Fly Emirates    |

^  注解1：為了宣傳球會的新網址，球衣廣告位印上了 Realmadrid.com 字樣。

^  注解2：雖然廣告贊助商一樣都是 bwin ，但字樣有兩個版本。在2007年至2011年度印上的字樣是 bwin.com，在2011年至2013年度印上的字樣是 bwin。

## 競爭對手

### 巴塞隆拿

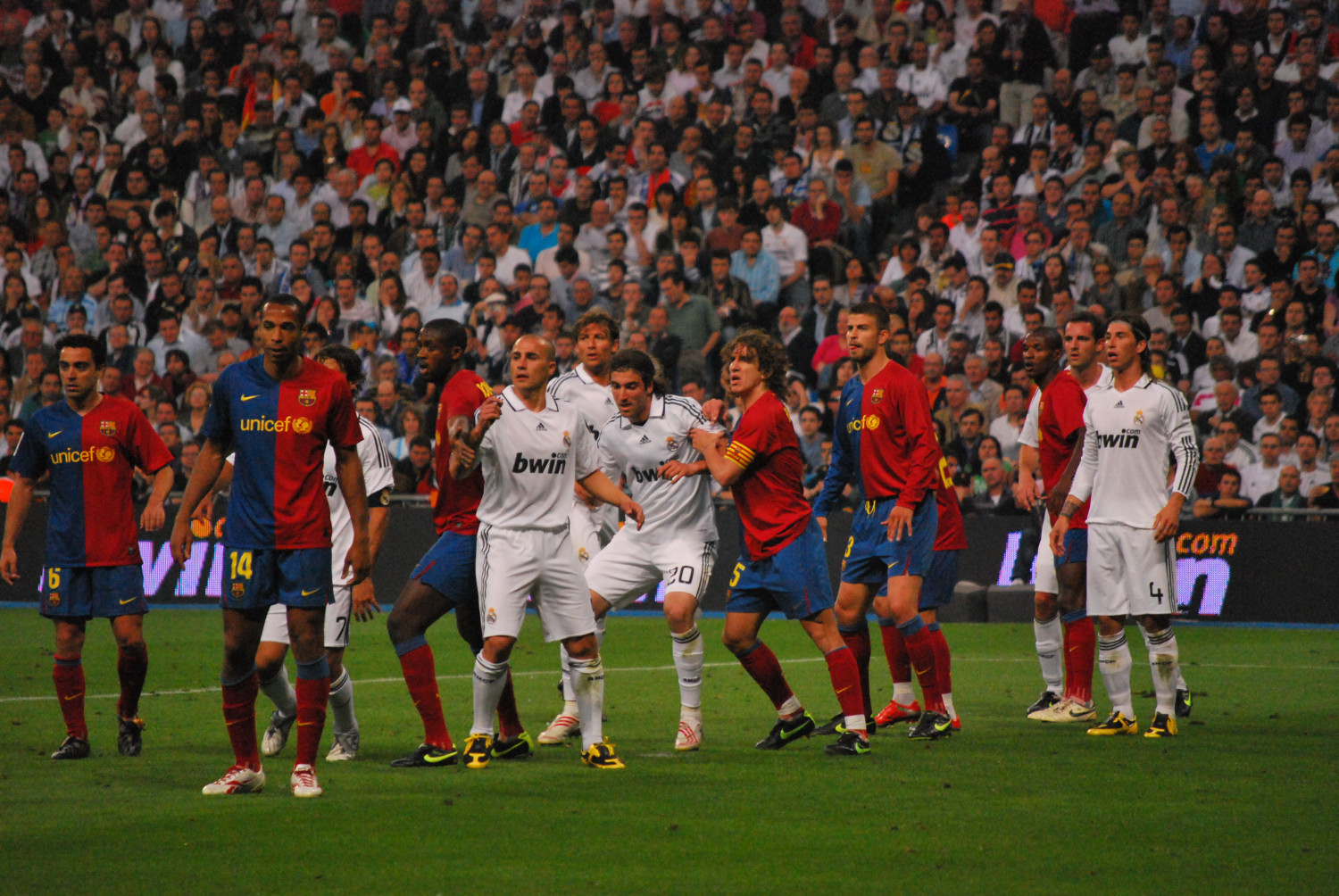
2008-09賽季西甲聯賽皇家馬德里在班拿貝球場對陣巴塞隆納

皇家馬德里的最主要競爭對手無疑是。兩大勁旅無論球隊風格及政治立場各有不同，一隊是代表馬德里的皇家馬德里，另一隊則是代表加泰罗尼亚的巴塞隆拿，這兩個地區在文化上、政治上，皆有著強烈的對比，在歷史上更已有著深厚的恩怨。而兩隊對壘漸被認為是「西班牙国家打吡」，也是西班牙國內每年至少两度引人注目的體育盛典。所以每当两队对决时，必定有球迷间暴力事件爆发。
加泰隆尼亞及其他在伊比利亚半島上靠地中海的地區，曾被希臘人與迦太基人所殖民。在迦太基人被羅馬擊敗以後，加泰隆尼亞成為羅馬帝國西班牙行省（Hispania）的一部分。羅馬帝國崩潰之後此處落入哥德人的統治，隨後在八世紀成為摩爾人安達盧斯的一部分。查理大帝驅逐摩爾人后在此成立了西班牙邊疆區，作為法蘭克王國與摩爾人的倭馬亞王朝之間的緩衝區。12世纪时加泰罗尼亚与阿拉贡王国联合建立阿拉貢聯合王國。1469年，卡斯蒂利亞女王伊莎貝拉一世和阿拉貢國王斐迪南二世結婚，標誌了西班牙王國的誕生。但在此時阿拉貢與與卡斯蒂利亞仍然保有各自的傳統制度與政治體制。伴隨之後的王權強化，國內動亂和王位戰爭，民族和地區之間的矛盾不斷。西班牙內戰爆發后，因為皇家馬德里是極權獨裁者弗朗西斯科·佛朗哥最喜愛的足球隊而得到他的後台支持，由於佛朗哥是一位追崇西班牙國家主義的領袖，所以得到反對派及右翼所支持，這時佛朗哥下令將取消加泰羅尼亞自治區而且全國禁用加泰羅尼亞語，忠於加泰羅尼亞民族主義的因而受到佛朗哥獨裁政權的政治壓迫，不幸的是當時的會長約瑟普·索諾爾（Josep Sunyol）更被佛朗哥槍殺謀害来源请求内容，這也為巴塞隆納和皇家馬德里未來進一步對立埋下了伏筆。50年代，兩隊為了爭奪迪史提芬奴（Alfredo di Stéfano）爭持多個月，起初巴塞隆納已經成功與迪史提芬奴簽約，更為球隊參與過3場友誼賽，但得到王室及政府龐大支持以至與政府有密切關係的皇家馬德里間接令政府阻止收購，最後皇家馬德里成功從巴塞手中搶得迪史提芬奴，其後因為他的帶領而連續五年奪得歐冠盃。
論球場上，兩隊早年已經視對手為競爭目標，他們的首次對碰來自1902年5月13日的首屆西班牙國王盃，當時於主場以3比1擊敗馬德里足球會（及後成為現時的皇家馬德里）。稍後數年他們仍有相約對手進行友誼賽，但當時的實力稍為技高一籌的巴塞隆納面對馬德里時感到輕鬆，曾經主場毫不留情地七比零大勝對方可見一斑来源请求内容，皇家馬德里直到1916年的西班牙國王盃終於以4比1首次擊敗。
在第一屆西班牙足球聯賽，皇家馬德里與的整體實力旗鼓相當，雙方為奪得首屆聯賽而努力，直至比賽到最後一輪，皇家馬德里因最後一場失利令後上成為聯賽冠军。1961年當皇家馬德里邁向6奪歐冠盃進發，但被擊敗再度令冠軍夢碎。2001年球星費高破天荒加盟皇家馬德里，令雙方球迷之間的仇恨提升至最高點，當費高以皇家馬德里球員身份重返魯營球場，球場內的球迷高舉起侮辱性的標語，不斷有球迷投擲硬物，甚至扔出豬頭以示侮辱。
2011年以来，随着两队实力的不断增强，双方在各项赛事中的交手次数逐渐增多，譬如2010-11赛季两队曾在18天内交手4次（联赛、西班牙国王杯决赛、欧洲冠军联赛半决赛），在2011-12赛季的上半赛季也已交手5次（西班牙超级杯、联赛、西班牙国王杯1/4决赛）。然而在这几次的交手中，双方球员因为高强度比赛和球迷舆论压力，开始频繁出现严重违反体育道德的暴力犯规引致两队球员间大规模群殴，两队教练、球员和俱乐部高层在场下的口水大战亦从未间断，西班牙国家队时任主帅博斯克曾表示，他担心两队近年来不断加剧的恶斗会影响西班牙国家队的团结。这种恶性对立在2011年西班牙超级杯达到了顶点，次回合的比赛因双方球员及教练的斗殴而多次中断，時任皇马主教练穆里尼奥亦使用手指戳击时任巴塞罗那助理教练（及後出任主教练）比拉诺瓦的眼睛而被判停赛两场。巴塞罗那发表声明对皇马的一系列行为表示不满，並一度表示若情況持續將與皇家马德里断絕一切關係。之后在两队之间非竞技层面的恶性对立有所缓解。
球迷方面，两隊球迷时不时做出暴力行动和互相贼喊捉贼，从场上对骂场下约架暴力冲突，到反串为对家拉仇恨恶意修改各網絡百科页面。相對而言，球员之间的冲突其实仅仅停留在比赛场上普通体育争执。2019年，皇馬時任队长拉莫斯辦婚礼，數位巴塞罗那球员有到场祝贺。
兩隊在數十年間一直領導西班牙球壇，截至2017年兩隊共有奪得57個聯賽冠軍，48個西班牙盃冠軍及26個西班牙超級盃冠軍。

### 近年的对赛成绩
以下是近年皇家馬德里於聯賽對巴塞隆拿的對賽成績：
| 賽季    | 主場                    | 客場                    |
| ------- | ----------------------- | ----------------------- |
| 2008-09 | 皇家馬德里 2:6 巴塞隆拿 | 巴塞隆拿 2-5皇家馬德里  |
| 2009-10 | 皇家馬德里 0:2 巴塞隆拿 | 巴塞隆拿 1:0 皇家馬德里 |
| 2010-11 | 皇家馬德里 1:1 巴塞隆拿 | 巴塞隆拿 5:0 皇家馬德里 |
| 2011-12 | 皇家馬德里 1:3 巴塞隆拿 | 巴塞隆拿 1:2 皇家馬德里 |
| 2012-13 | 皇家馬德里 2:1 巴塞隆拿 | 巴塞隆拿 2:2 皇家馬德里 |
| 2013-14 | 皇家馬德里 3:4 巴塞隆拿 | 巴塞隆拿 2:1 皇家馬德里 |
| 2014-15 | 皇家馬德里 3:1 巴塞隆拿 | 巴塞隆拿 2:1 皇家馬德里 |
| 2015-16 | 皇家馬德里 0:4 巴塞隆拿 | 巴塞隆拿 1:2 皇家馬德里 |
| 2016-17 | 皇家馬德里 2:3 巴塞隆拿 | 巴塞隆拿 1:1 皇家馬德里 |
| 2017-18 | 皇家馬德里 0:3 巴塞隆拿 | 巴塞隆拿 2:2 皇家馬德里 |
| 2018-19 | 皇家馬德里 0:1 巴塞隆拿 | 巴塞隆拿 5:1 皇家馬德里 |
| 2019-20 | 皇家馬德里 2:0 巴塞隆拿 | 巴塞隆拿 0:0 皇家馬德里 |
| 2020-21 | 皇家馬德里 2:1 巴塞隆拿 | 巴塞隆拿 1:3 皇家馬德里 |
| 2021-22 | 皇家馬德里 0:4 巴塞隆拿 | 巴塞隆拿 1:2 皇家馬德里 |
| 2022-23 | 皇家馬德里 3:1 巴塞隆拿 | 巴塞罗那 2:1 皇家马德里 |
| 2023-24 | 皇家馬德里 3:2 巴塞隆拿 | 巴塞罗那 1:2 皇家马德里 |

### 馬德里競技

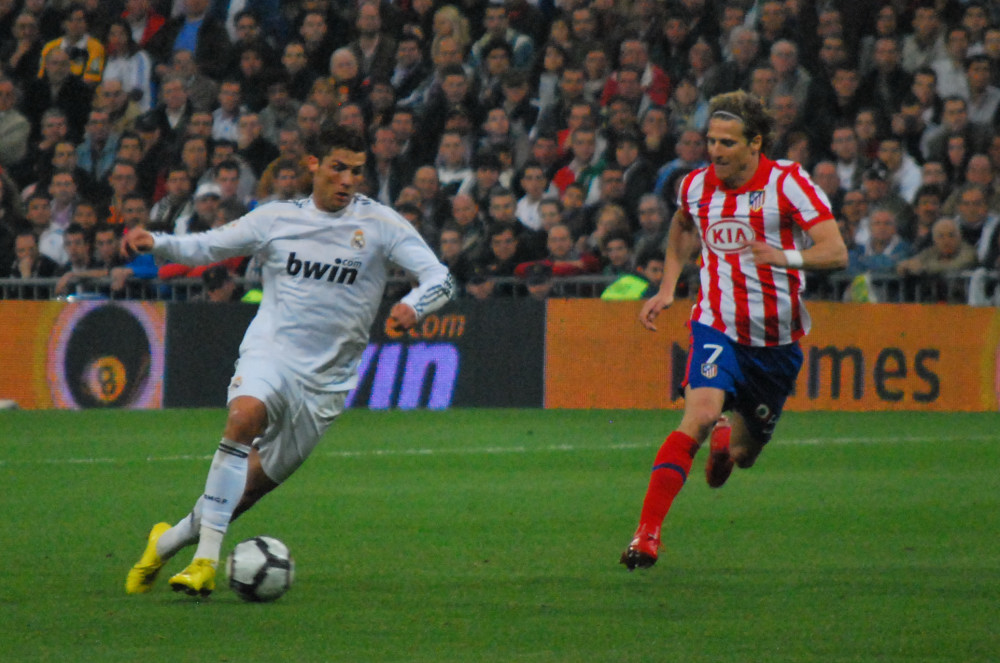
2010-11賽季西甲聯賽的馬德里打吡，分別為兩隊上陣的球員C朗拿度（左）和科蘭（右）

除了巴塞隆拿外，馬德里市內還有眾多球隊，其中以為最大的市內競爭對手，皇家馬德里曾奪得多個聯賽冠軍，兩隊每逢聯賽碰頭必定成為馬德里市以及西甲聯賽的焦點。他們歷史上首度碰頭於1929年2月24日，皇馬主場以二比一取勝。1960年及1961年西班牙国王盃決賽剛好由該兩支同市球隊爭奪，結果馬競先後以三比一及三比二奪取冠軍。皇馬自1999年10月30日於聯賽中1比3主場落敗後，便連續13年在各項賽事中對馬競保持不敗。
馬競雖歷經低潮，不過近十幾年也崛起成為歐洲豪門之一。2012/13年賽季，皇馬於5月17日主場班拿貝球場作賽的西班牙国王盃決賽中，在加時賽以1-2不敵馬競，終結了連續14年不敗於馬競的記錄。
2013/14年賽季，馬德里體育會在2013年9月23日聯賽作客班拿貝球場憑着迪亞高·哥斯達的入球以1:0擊敗皇家馬德里，並在次年保持聯賽對皇馬的優勢，最終輪逼和巴塞隆納奪得西甲冠軍。2014年歐洲冠軍聯賽決賽，兩隊再度碰頭，亦是歐冠史上首次由兩支同城球隊爭奪歐冠冠軍，最終皇馬踢至加時以4-1大勝馬體會，捧起球會史上第10座大耳朵盃。
在14-15球季，2014年西班牙超級盃中，馬競兩回合計2:1擊敗皇馬歷史上第二次奪得此項錦標，而次回合馬競主場以1:0擊敗皇馬的比分，也打破了馬競近15年主場不勝皇馬的紀錄。
2016年歐洲冠軍聯賽決賽，兩隊再度於歐冠決賽碰頭，再度帶著1-1進入延長賽，最終皇馬踢至PK大戰以5-3氣走馬體會，捧起球會史上第11座大耳朵盃。
2018年歐洲超級盃中，馬競加時以4:2擊敗皇馬奪標。
在西班牙因為佛朗哥的獨裁而被國際孤立的時候，一位部長說「皇馬是我們有史以來最好的大使館」。政府官員這種看法已經對這個城市的足球身份產生了重要影響，它冒犯到當地人的集體意識。在這方面，在當地佔多數的馬德里競技球迷們原創大量事物去諷刺皇馬，而且是最常見的歌曲為"Hala Madrid, hala Madrid, el equipo del gobierno, la vergüenza del país"(「皇马万岁，皇马万岁，政府的俱樂部，國家的恥辱。」)

### 近年的对赛成绩
以下是近年皇家馬德里於聯賽對馬德里競技的對賽成績：
| 賽季    | 主場                      | 客場                      |
| ------- | ------------------------- | ------------------------- |
| 2009-10 | 皇家馬德里 3:2 馬德里競技 | 馬德里競技 2:3 皇家馬德里 |
| 2010-11 | 皇家馬德里 2:0 馬德里競技 | 馬德里競技 1:2 皇家馬德里 |
| 2011-12 | 皇家馬德里 4:1 馬德里競技 | 馬德里競技 1:4 皇家馬德里 |
| 2012-13 | 皇家馬德里 2:0 馬德里競技 | 馬德里競技 1:2 皇家馬德里 |
| 2013-14 | 皇家馬德里 0:1 馬德里競技 | 馬德里競技 2:2 皇家馬德里 |
| 2014-15 | 皇家馬德里 1:2 馬德里競技 | 馬德里競技 4:0 皇家馬德里 |
| 2015-16 | 皇家馬德里 0:1 馬德里競技 | 馬德里競技 1:1 皇家馬德里 |
| 2016-17 | 皇家馬德里 1:1 馬德里競技 | 馬德里競技 0:3 皇家馬德里 |
| 2017-18 | 皇家馬德里 1:1 馬德里競技 | 馬德里競技 0:0 皇家馬德里 |
| 2018-19 | 皇家馬德里 0:0 馬德里競技 | 馬德里競技 1:3 皇家馬德里 |
| 2019-20 | 皇家马德里 1:0 马德里竞技 | 马德里竞技 0:0 皇家马德里 |
| 2020-21 | 皇家马德里 2:0 马德里竞技 | 马德里竞技 1:1 皇家马德里 |
| 2021-22 | 皇家马德里 2:0 马德里竞技 | 马德里竞技 1:0 皇家马德里 |
| 2022-23 | 皇家马德里 1:1 马德里竞技 | 馬德里競技 1:2 皇家馬德里 |
| 2023-24 | 皇家馬德里 1:1 馬德里競技 | 馬德里競技 3:1 皇家馬德里 |

## 附屬球隊
皇家馬德里預備隊──皇家馬德里卡斯蒂利亞，在西班牙足球乙二级联赛比賽。
另外皇家馬德里於1932年成立籃球隊─皇家馬德里籃球俱樂部，10度成為歐洲冠軍及多次成為本土籃球聯賽冠軍，每年西班牙打吡都是籃球比賽的焦點。
皇家馬德里於2020年成立女子隊─皇家馬德里女子足球俱樂部，前身是2014年成立的DeportivoTACÓN，同年內遂出現El Viejo Clásico、馬德里打吡、西班牙打吡。

## 支持者

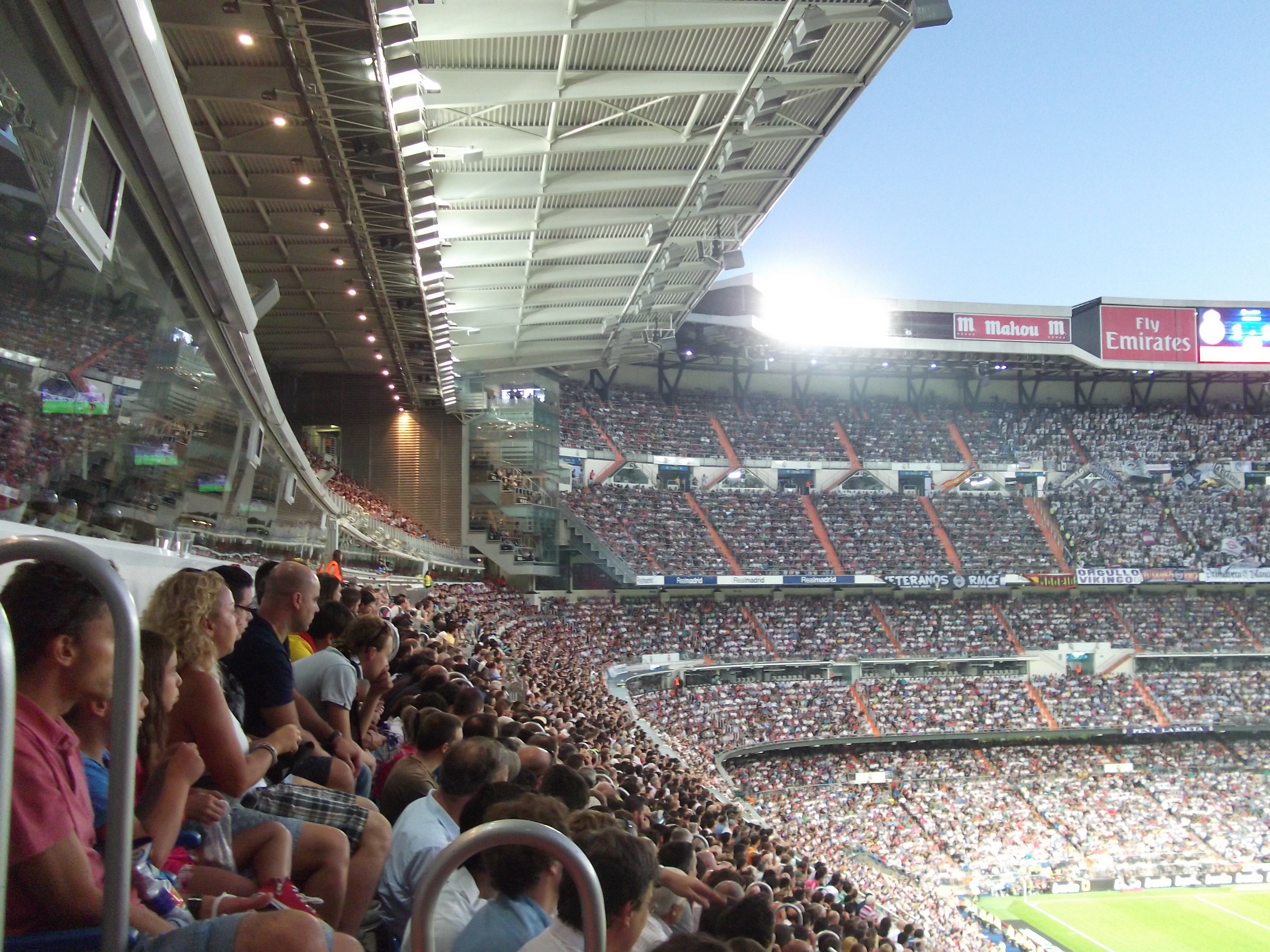
伯纳乌球场的季票持有者人数上限为65,000人，其余座位向大众开放。

在大多数主场比赛中，球场上的大部分座位都由季票持有者占据，季票持有者的数量上限为65,000人。要成为季票持有者，首先必须成为"会员"，即俱乐部成员。除了会员外，该俱乐部还在西班牙和世界各地拥有1,800多个"peñas"（官方俱乐部附属支持者团体）。皇马在西班牙足球历史上的平均入场人数排名第二，伯纳乌球场经常吸引超过74,000名球迷。
皇马的核心支持者被称为"Ultras Sur"，简称Ultras。他们以其极端的右翼政治而闻名，类似于巴塞罗那的核心支持者团体疯狂男孩。Ultras Surs与其他右翼团体，尤其是拉齐奥的"Irriducibili"球迷建立了联盟，并且还与左翼团体建立了联系。他们曾多次因对对方球员进行种族歧视而受到欧足联的调查。弗洛伦蒂诺·佩雷斯决定禁止Ultras进入伯纳乌球场，并将他们的座位分配给大众。然而，这个决定在伯纳乌忠实的球迷中引起了争议，因为比赛的热烈氛围将因此受到影响。Ultras此后在伯纳乌球场外举行抗议，要求被恢复并允许进入球场。
当被问及教宗方济各是否支持2014年国际足联俱乐部世界杯决赛对手圣洛伦佐时，马德里队长塞尔吉奥·拉莫斯表示：“在半决赛中，我们注意到马拉喀什的支持者对我们的爱，感觉就像在自己的主场比赛。这展示了我们球队的伟大之处。马德里是上帝的球队，也是世界的球队”。俱乐部的著名支持者之一是高尔夫球手塞尔吉奥·加西亚，他受邀身穿自己在2017年大师赛夺冠时的绿色外套，在伯纳乌球场为El Clásico进行了荣誉开球。

## 相关事件

### 6.2皇马会员种族歧视事件
2024年6月2日，一名中国博主在英国街头进行欧冠决赛赛后采访时，遇到一名庆祝皇马夺冠的球迷。在得知博主不是韩国人后，这名球迷对着镜头高唱一首涉嫌种族歧视、侮辱中国女性的歌曲，并谎称此曲为庆祝皇马夺冠的歌曲。在被懂西班牙语的观众提醒后，这名博主于6月5日发布视频，宣布自己遭到“西班牙球迷”种族歧视。后经西语观众指认，种族歧视者为皇马前主席洛伦索·桑斯之孙，皇马官方解说员洛伦索·桑斯·杜兰之子，消息随即在社交媒体上引发关注。西班牙媒体“Diario AS”也报道了此事。
2024年6月10日，中国驻西班牙大使馆发布公告，宣布就皇马个别球迷在接受采访中发表不当辱华言论向俱乐部提出严正交涉。与此同时，瓦伦西亚地方法院判处3名在2023年歧视维尼修斯·儒尼奥尔的球迷8个月监禁，再次引发中国舆论不满。很显然，皇马在对待不同种族遭遇歧视的问题上采取了双重标准。